# استان بوشهر
استان بوشهر از استان‌های جنوبی ایران و هفدهمین استان بزرگ کشور به لحاظ مساحت است که در حاشیه خلیج فارس قرار دارد. مرکز این استان بندر بوشهر است و شامل ۱۰ شهرستان، ۲۶ بخش، ۲۹ دهستان، ۴۰ شهر و حدود ۹۱۰ آبادی است. همچنین این استان دارای ۲۲ جزیره و شبه‌جزیره است و از دو بخش جلگه‌ای و کوهستانی تشکیل شده که دارای پوشش گیاهی ضعیفی است. جانوران موجود در این استان به دو قسمت خشکی زیست و دریایی زیست تقسیم می‌شود. آب‌وهوای این استان گرم و خشک است اما در نوار ساحلی به‌دلیل مجاورت با خلیج فارس، گرم و مرطوب است و به‌دلیل بالا رفتن رطوبت موجود در هوا، پدیده شرجی از ویژگی‌های آب‌وهوایی این استان است. در برخی نواحی، گاهی بارش برف نیز رخ داده است.
وجود معابد و کاخ‌های سلسله‌های بزرگ و مشهور گذشته در نقاط مختلف این استان نشان از تاریخ کهن این استان (عیلامی‌ها و تمدن بین‌النهرین) دارد. معبد ریشهر در کنار بندر بوشهر، کاخ بردک سیاه بین درودگاه و آب‌پخش نمونه‌هایی ازاین آثار کهن است. به علاوه، مردم استان بوشهر به‌عنوان نماد مبارزه با استعمار شناخته می‌شوند به‌طوری که روز ۱۲ شهریور، که سالروز کشته شدن رئیس‌علی دلواری است، را به افتخار او در تقویم به‌عنوان روز ملی مبارزه با استعمار نام نهاده‌اند.
مردم این استان اکثراً با زبان فارسی و گویش بوشهری صحبت می‌کنند، اما در شمال استان (شهرستان‌های گناوه، دشتستان و دیلم) به زبان لری با گویش لری لیراوی صحبت می کنند. در نقاطی دیگر مانند جزیره شیف، کنگان و عسلویه به زبان عربی صحبت می‌کنند. استان بوشهر از لحاظ قومیتی استانی اکثراً فارس با اقلیت‌های قومیتی لر و عرب است. ۹۹ درصد مردم استان بوشهر شیعه هستند. طبق آمار سال ۱۴۰۰، ۹۷٪ از مردم استان بوشهر باسواد هستند و در جایگاهی بالاتر از میانگین کشوری قرار دارند. از مراکز مهم آموزشی در استان بوشهر می‌توان به دانشگاه خلیج فارس و دانشگاه علوم پزشکی بوشهر اشاره کرد.
استان بوشهر سومین اقتصاد بزرگ کشور است و رتبه اول درآمد سرانه را در کشور دارا است. ترکیبی از اقتصادهای بزرگ و متنوع مانند نفت و گاز و پتروشیمی، نیروگاه‌ها، کشاورزی و شیلات، معادن، تأسیسات هسته‌ای، صنایع دریایی، فعالیت‌های تجاری و موقعیت استراتژیک آن در خلیج فارس باعث شده تا این استان همیشه برای دیگر حکومت‌ها و قدرت‌های دنیا از اهمیت خاصی برخوردار باشد. این استان میدان‌ها نفتی و گازی بزرگ و نیروگاه‌های متعددی دارد. از ظرفیت‌های گردشگری این استان می‌توان به سواحل خلیج فارس، طبیعت بکر و نخلستان‌ها، مانند آب‌پخش، و بازارهای تجاری عرضه اجناس اشاره کرد. از جاذبه‌های تاریخی این استان با توجه به قدمتشان می‌توان به کاخ بردک سیاه، آرامگاه گورستان صخره‌ای سیراف، گورستان شغاب و مسجد و گورستان پالمیریان اشاره کرد.

## نام
نام استان بوشهر برگرفته از نام شهر بوشهر است. گفته می‌شود که نام «بوشهر» برگرفته از «بوخت اردشیر» به معنی شهر رهایی و شهری است که اردشیر در آن رهایی یافت. اعراب آن را «البوشهر» می‌نامیدند که کوتاه شده آن «ابوشهر» است. همچنین اولین بار در کتاب معجم‌البلدان یاقوت حموی و فارسنامهٔ  ابن بلخی (تحریر شده در سال‌های ۱۰۸۰–۱۰۹۰ میلادی) از بوشهر نام برده شده است.

## پیشینه
قدیمی‌ترین نشانه‌های به‌دست‌آمده از وجود حکومت در سرزمین بوشهر، به دوران عیلامی بر می‌گردد. به عقیده جرج کامرون، شهر لیان (در نزدیکی شهر بوشهر امروزی) در قلمرو شیلهاکاینشوشیناک، پادشاه عیلامی قرار داشته است زیرا او در این شهر عبادتگاهی را که توسط هوبان-نومنا برای کیرشیا ساخته شده بود، بازسازی کرد. این منطقه در امپراتوری عیلامی در ایالتی موسوم به شیریهوم قرار داشته است.
کاخ‌های هخامنشی کشف شده، مانند «بردک سیاه» که بین روستای درودگاه و شهر آب‌پخش قرار دارد، نشان می‌دهد که بعد از عیلامیان، این مناطق تحت تسلط امپراتورهای هخامنشی همچون داریوش بزرگ یا کوروش بزرگ قرار گرفته است. شهر «انطاکیه» در پارس از آثار قدیمی دیگری است که نشان می‌دهد حاکمان بعدی که بر ناحیه بوشهر تسلط داشته‌اند، سلوکیان بوده‌اند. آثاری همچون شهر باستانی «ریشهر» نشان می‌دهد که این منطقه در قلمرو ساسانیان هم بوده است(پارس (استان ساسانی)). همچنین بندر باستانی سیراف مهم‌ترین بندرگاه بازرگانی ایران در دوره ساسانی تا سده چهارم بوده است.
طبق نقشه‌ای که در کتاب جغرافیای تاریخی سرزمین‌های خلافت شرقی از دوره عباسی وجود دارد، منطقه بوشهر در این دوره جزو تقسیم‌بندی به نام «فارس» بوده است. در نقشه قدیمی دیگر از دوره صفویه، منطقه بوشهر در این دوره جزو تقسیم‌بندی به نام «فارسستان» بوده است. «پارس» یا «ایالات پارس» یا «فارس قدیم»، در تقسیم‌بندی جغرافیایی بعد از اسلام شامل محدوده جنوبی ایران منتهی به خلیج فارس بوده است. این ایالت یا منطقه شامل استان فارس کنونی، استان بوشهر، غرب استان هرمزگان، استان کهگیلویه و بویراحمد و حتی استان یزد و شهرستان بهبهان از استان خوزستان بوده است. ابن حوقل حدود این ایالت را از مشرق به کرمان، از مغرب به خوزستان و از شمال به بیابان منتهی به خراسان و قسمتی از اصفهان و از جنوب هم‌جوار خلیج فارس دانسته است.
علیزاده مقدم و شکریان در تحقیق خود بوشهر را از دوره پس از تصرف توسط مسلمین تا دوره صفویه و حضور پرتغالی‌ها در این منطقه جزو ملوک هرمز اعلام کرده‌اند.
در سال ۱۳۰۴ (دوره قاجار)، بندرها و جزایر خلیج فارس به مرکزیت بوشهر تشکیل شد. محدوده حکمرانی این نهاد تقریباً تمام بندرها جنوب کشور یعنی تا حدوداً بندر جاسک را در بر می‌گرفته است (بعبارتی حتی بندرعباس هم تحت مدیریت و زیر مجموعه بوشهر قرار می‌گیرد). در سال ۱۳۱۶، بوشهر به‌عنوان یک شهرستان زیرنظر استان هفتم (فارس) قرار گرفت. سال ۱۳۳۳، بوشهر دوباره مستقل شد و با مرکزیت شهر بوشهر، فرمانداری کل بندرها و جزایر خلیج فارس را تشکیل داد. دوباره در آذر ۱۳۴۹ شهرستان‌های بوشهر و دشتستان با نام فرمانداری کل بوشهر از استان ساحلی مستقل شدند و در نهایت استان بوشهر که شامل دو شهرستان بوشهر و دشتستان بود، در ۹ مهر ۱۳۵۲ تشکیل شد.

### رخدادهای تاریخی مهم
- اشغال ریشهر تا لولوتین: از سال ۹۲۰ ه‍.ق (۸۹۳ ه‍.ش - ۱۵۱۴ م) با حضور پدرو آلبوکرک، پرتغالی‌ها در ریشهر تا لولتین حضور یافتند.[۲۱] عملیات اخراج پرتغالی‌ها از سال ۱۰۱۰ ه‍.ق توسط امام‌قلی خان برای آزادسازی بحرین از دست پرتغالی‌ها، از استان بوشهر آغاز شد. در نهایت، درسال ۱۰۳۱ ه‍.ق با آزادسازی جزیره هرمز، پرتغالی‌ها به‌طور کامل از خلیج فارس اخراج شدند.[۲۲]
- اشغال خارگ: در ۱۱۶۷ ه‍.ق (۱۱۳۳ ه‍.ش - ۱۷۵۳ میلادی)، بارون نیپ هاوزن هلندی جزیره خارگ را تصرف کرد.[۲۳] در ۱۱۸۰ ه‍.ق (۱۱۴۵ ه‍.ش - ۱۷۶۶ میلادی) هلندی‌ها با مبارزات میرمهنا از خارگ و ایران اخراج شدند.[۲۴][۲۵]
- اشغال بوشهر: در دوره قاجار و جنگ جهانی اول بوشهر سه بار توسط نیروهای انگلیس اشغال شد. اشغال اول در سال ۱۲۵۴ قمری (۱۲۱۷ خورشیدی - ۱۸۳۸ میلادی) و اشغال دوم در ۱۲۷۲ قمری (۱۲۳۴ خورشیدی - ۱۸۵۶ میلادی) رخ داد. سومین حمله نیز در ۶ رمضان ۱۳۳۳ (۲۶ تیر ۱۲۹۴–۱۸ ژوئیه ۱۹۱۵) روی داد.[۲۶]
- جنگ خوشاب: در ۱۳ جمادی الثانی ۱۲۷۳ (۱۹ بهمن ۱۲۳۵ - هشتم فوریه ۱۸۵۷ م) بین سپاه ایران به فرماندهی شجاع الملک قشقایی، حاکم وقت ایالت فارس و سپاه بریتانیا به فرماندهی ژنرال اترام در نزدیکی روستای خوشاب جنگ بزرگی اتفاق افتاد که به جنگ خوشاب شهرت دارد.[۲۷][۲۸]
- جنگ ایران و عراق: در اولین روز جنگ، عراق علاوه بر فرودگاه مهرآباد به فرودگاه بوشهر نیز حمله کرد.[۲۹] همچنین بعدها در طی جنگ چندبار نیز به نیروگاه اتمی بوشهر حملاتی انجام داد.[۳۰] در طی جنگ، پایگاه هوایی شهید یاسینی بوشهر و پایگاه نیروی دریایی در بوشهر نقش بسیار پررنگی داشتند به‌طوری که بعد از شروع تجاوز به ایران، اولین حمله بعد از دو ساعت از شروع حمله عراق، از پایگاه هوایی بوشهر به سمت عراق انجام شد (عملیات البرز یا انتقام) و همچنین در اول مهر ۱۳۵۹ عملیات کمان ۹۹ نیز با مشارکت این پایگاه انجام شد.[۳۱] در ۷ آذر ۱۳۵۹، در عملیاتی به نام مروارید که توسط پایگاه دریایی ارتش در بوشهر و پایگاه هوایی بوشهر انجام شد تقریباً ۸۰٪ نیروی دریایی کشور عراق نابود شد.[۳۲] جزیره خارگ بارها در این جنگ مورد حمله هوایی قرار گرفت.[۳۳][۳۴][۳۵]
- اقدام ۵ ژوئن ۱۹۸۴: عنوان یک نبرد هوایی است که در نزدیکی جزیره عربی در خلیج فارس رخ داد.[۳۶]
- جنگ نفت‌کش‌ها: به مجموعه عملیات نظامی (هوا- دریا) بین سال‌های ۱۹۸۵ تا ۱۹۸۸ در خلیج فارس و در طول جنگ ایران و عراق گویند که طرفین درگیر جنگ و نیروی دریایی آمریکا (۲۴ ژوئیه ۱۹۸۷ تا ۲۶ سپتامبر ۱۹۸۸)[۳۷] علیه کشتی‌های تجاری و نظامی یکدیگر به کار می‌بستند.[۳۸] این جنگ با نقش مؤثر نادر مهدوی (فرمانده ناوگروه دریایی ذوالفقار) و بیژن گرد همراه بود.[۳۹]
- زمین‌لرزهٔ ۱۳۹۲ ه‍. ش: در ۲۰ فروردین ۱۳۹۲ در شهرستان دشتی استان بوشهر زمین‌لرزه‌ای به بزرگی ۶٫۱ ریشتر رخ داد که باعث کشته شدن ۳۹ نفر و مصدومیت ۸۵۰ نفر شد. همچنین ۷۵۰ خانه به‌طور کامل تخریب شد.[۴۰][۴۱]
- دستگیری ملوانان آمریکایی: در ساعت ۱۷:۱۰ سه شنبه ۲۲ دی ۱۳۹۴ (۱۲ ژانویه ۲۰۱۶) دو فروند قایق جنگی آمریکایی حامل ۱۰ ملوان آمریکایی توسط نیروهای تیپ ۲۱۴ تکاوران منطقه دوم دریایی نوح نبی سپاه استان بوشهر در محدوده آب‌های ایران در نزدیکی جزیره فارسی در خلیج فارس به‌دلیل ورود غیرقانونی به آب‌های سرزمینی ایران دستگیر شدند.[۴۲] روابط‌عمومی سپاه پاسداران در اطلاعیه‌ای در روز چهارشنبه، ۲۳ دی (۱۳ ژانویه) خبر از آزادی تفنگ‌داران دریایی آمریکا داد.[۴۳]

## جغرافیا

### موقعیت
استان بوشهر از شمال به استان‌های خوزستان و کهگیلویه و بویراحمد، از شرق به استان فارس، از جنوب و غرب به خلیج فارس و از جنوب شرق به استان هرمزگان مرتبط است. این استان با مساحتی حدود ۲۷٬۶۵۳ کیلومتر مربّع، جمعیّتی برابر ۱٬۱۶۳٬۴۰۰ نفر دارد. استان بوشهر با خلیج فارس بیش از ۷۰۷ کیلومتر مرز دریایی دارد. استان بوشهر میان ۲۷ درجه و ۱۹ دقیقه تا ۳۰ درجه و ۱۶ دقیقه عرض شمالی و ۵۰ درجه و ۱ دقیقه تا ۵۲ درجه و ۵۹ دقیقه طول شرقی از نصف‌النهار گرینویچ قرار دارد.
استان بوشهر ازجمله استان‌هایی است که به‌دلیل مجاورت با خلیج فارس دارای جزایر و شبه جزایر متعددی می‌باشد. این جزایر و شبه جزایر عبارت‌اند از: خارک (خارگ)، خارکو، شیف، ام‌الگُرم، نخیلو، فارسی، جبرین (تهمادو)، خان، بیدو، عباسک و پیرزنگی، متاف، مرغی، چراغی،جزیره نگین، جزیره صدرا، جزیره صدف، جزیره مولیات، جزیره میر مهنا، جزیره خرو، جزیره سه‌دندون و جزیره شیخ کرامه.

### تقسیمات کشوری
در ۱۳۵۲ استان بوشهر با جدا شدن چندین شهرستان از استان فارس طبق مصوبه مجلس شورای ملی تأسیس شد. هم‌اکنون براساس آمار سال ۱۳۹۸ استان بوشهر دارای ۱۰ شهرستان، ۲۷ بخش و ۵۲ دهستان و شامل ۴۱ شهر و حدود ۹۱۰ آبادی (۳۹۳ دهیاری طبق آمار سال ۱۴۰۲) می‌باشد. از سال ۱۳۸۱ که تحریف نام خلیج فارس ابعاد بیشتری گرفت، برای صیانت از نام خلیج فارس راهکارهایی ازجمله تغییر نام استان بوشهر به استان خلیج فارس یا تشکیل استان جدیدی متشکل از جزایر خلیج فارس بنام استان خلیج فارس به مرکزیت جزیرهٔ ابوموسی ارائه شد که تاکنون به نتیجه نرسیده است.
| نقشه استان بوشهر به مرکزیت بندر بوشهر                     | شهرستان     | بخش        | مرکز بخش                | شهر |
| --------------------------------------------------------- | ----------- | ---------- | ----------------------- | --- |
| دیلم گناوه دشتستان بوشهر تنگستان دشتی دیر جم کنگان عسلویه |             |            |                         |     |
| بوشهر                                                     | مرکزی       | بندر بوشهر | بندر بوشهر عالی‌شهر      |     |
| بوشهر                                                     | خارگ        | خارگ       | خارگ                    |     |
| بوشهر                                                     | چغادک       | چغادک      | چغادک                   |     |
| تنگستان                                                   | مرکزی       | اهرم       | اهرم آباد               |     |
| تنگستان                                                   | دلوار       | دلوار      | دلوار                   |     |
| جم                                                        | مرکزی       | جم         | جم بهارستان             |     |
| جم                                                        | ریز         | ریز        | ریز انارستان            |     |
| دشتستان                                                   | مرکزی       | برازجان    | برازجان دالکی           |     |
| دشتستان                                                   | آب‌پخش       | آب‌پخش      | آب‌پخش                   |     |
| دشتستان                                                   | ارم         | تنگ ارم    | تنگ ارم                 |     |
| دشتستان                                                   | بوشکان      | بوشکان     | بوشکان کلمه             |     |
| دشتستان                                                   | سعدآباد     | سعدآباد    | سعدآباد وحدتیه          |     |
| دشتستان                                                   | شبانکاره    | شبانکاره   | شبانکاره                |     |
| دشتی                                                      | مرکزی       | خورموج     | خورموج                  |     |
| دشتی                                                      | شنبه و طسوج | شنبه       | شنبه                    |     |
| دشتی                                                      | کاکی        | کاکی       | کاکی بادوله             |     |
| دیر                                                       | مرکزی       | بندر دیر   | بندر دیر بردستان دوراهک |     |
| دیر                                                       | آبدان       | آبدان      | آبدان                   |     |
| دیر                                                       | بردخون      | بردخون     | بردخون                  |     |
| دیلم                                                      | مرکزی       | بندر دیلم  | بندر دیلم               |     |
| دیلم                                                      | امام حسن    | امام حسن   | امام حسن                |     |
| عسلویه                                                    | مرکزی       | عسلویه     | عسلویه نخل تقی بیدخون   |     |
| عسلویه                                                    | چاه‌مبارک    | چاه‌مبارک   | چاه‌مبارک                |     |
| کنگان                                                     | مرکزی       | بندر کنگان | بندر کنگان بنک          |     |
| کنگان                                                     | سیراف       | بندر سیراف | بندر سیراف شیرینو       |     |
| گناوه                                                     | مرکزی       | بندر گناوه | بندر گناوه              |     |
| گناوه                                                     | ریگ         | بندر ریگ   | بندر ریگ                |     |

### آب و هوا
آب‌وهوای استان گرم و خشک و در نواحی ساحلی گرم و مرطوب است. حداکثر دمای مطلق آن ۵۲٫۵ درجهٔ سانتی‌گراد و حداقل آن ۱- درجه و دمای متوسط سالانهٔ استان ۲۵٫۷ درجه می‌باشد. هوای آن ۷ ماه گرم، ۲ ماه معتدل تا سرد و ۳ماه معتدل تا گرم می‌باشد. به‌صورت سالانه، متوسط دما بین ۲۴ تا ۲۸ درجه سانتیگراد است که بیشینه آن در تابستان به ۵۰ درجه سانتیگراد و کمترین تا حدود ۶ درجه سانتیگراد می‌رسد. متوسط بارش در استان ۲۱۷ میلی‌متر است. یکی از ویژگی‌های مهم آب‌وهوای استان، پدیده «شرجی» می‌باشد که به‌علت بالا رفتن رطوبت موجود در هوا تا حد اشباع به‌وجود می‌آید. به‌دلیل پدیده‌های آب و هوایی بارش برف در شهرستان‌های جم، دشتی، تنگستان و دشتستان نیز مشاهده شده است.

### اقلیم

نقشه توپوگرافی و عمق‌سنجی استان بوشهر که توسط اطلاعات دقیق ماهواره ای (تحت برنامه اس‌تی‌اس-۹۹ برای مأموریت مکان‌نگاری شاتل رادار) ترسیم شده است

جغرافیای بوشهر از دو قسمت تشکیل شده است: یک قسمت جلگهای در حاشیه ساحلی (نوار غربی) و یک قسمت کوهستانی در منتهی‌الیه زاگرس جنوبی (نوار شرقی). جلگه ساحلی استان، به‌صورت نوار کم عرض در راستای ساحل خلیج فارس قرار دارد که در اثر رسوب‌گذاری رودهای استان به‌وجود آمده است. جلگه ساحلی استان بوشهر به جز در مناطقی که رودها به دریا منتهی می‌شوند، عرض کم و باریکی دارند. به‌عنوان نمونه، عرض جلگه در امتداد رود دالکی و دهانهٔ رود حله؛ ۷۰ کیلومتر و در امتداد رود مند ۱۲۰ کیلومتر می‌باشد. اغلب خاک منطقه شور و قلیایی است.
به ارتفاعات استان بوشهر «گچ ترش» (رشته کوه) گفته می‌شود. این ارتفاعات ادامه زاگرس فارس است. به قسمت‌های جنوبی این ارتفاعات که به دریا نزدیک می‌شوند «نوکند» گفته می‌شود. در سواحل تنگستان رشته کوه‌های «کوه کار» یا «کارتنگ» قرار دارد که در آن‌ها قله‌های درانگ-کلات بوریان مند و کجور واقع شده‌اند. مهم‌ترین کوه‌های استان شامل: کوه بیرمی (با ارتفاع ۱٬۹۵۰ متر مرتفع‌ترین قلهٔ استان بوشهر) در شهرستان دشتی، کوه‌های گیسکان (۱٬۴۲۰ متر) و بزپر یا پشت‌پر (۱٬۴۲۰ متر) در شرق برازجان، کوه سیاه (۱٬۵۰۰ متر) در دشت‌پلنگ، کوه درنگ (۱٬۲۲۳ متر) در شهرستان دیر، کوه احمد سلمان(۱٬۳۴۲ متر) کجور (۱٬۶۰۳ متر) و بوریال (۷۳۰ متر) در تنگستان و ارتفاعات بوشکان و پازنان است.
طبق گفته‌ها حدوداً ۱۰ استان مؤثر از تحرکات زمین ساختی زاگرس قرار دارند که بوشهر جزو موارد مهم در این فهرست است. بررسی‌ها و اطلاعات لرزه‌ای نشان داده‌اند که تنش‌های زمین‌لرزه‌ای درحال حرکت به سمت مرزهای جنوبی زاگرسند که با فرض صحیح بودن این ادعا، باید انتظار زمین‌لرزه‌های بیشتر را داشت. گسل‌های مهم استان بوشهر عبارتند از: پیش ژرفای زاگرس، جنبا و فعال برازجان و قطر-کازرون. عامل اصلی زمین‌لرزه‌های استان بوشهر گسل قطر-کازرون است. بررسی‌هایی که روی گسل برازجان در گذشته انجام شده است، نشان می‌دهد که احتمال وقوع زمین‌لرزه‌های بین ۷ تا ۷٫۵ ریشتری هر ۵ هزار سال است. در سال ۹۷۸ میلادی زلزله‌ای در بندر طاهری به وقوع پیوست که باعث ایجاد سونامی شد. این سونامی به‌عنوان تنها سونامی در تاریخ خلیج فارس شناخته می‌شود. با توجه به کم بودن حجم آب در خلیج فارس و شناسایی نشدن کانون‌های بزرگ زلزله در این آبراهه، امکان وقوع سونامی در خلیج فارس بسیار کم است. در این ناحیه از دریا پدیده سیش نیز رخ داده است. در تاریخ ۲۹ اسفند ۱۳۹۵ (۸:۲۰ صبح) پدیده سیش در بندر دیر رخ داد.
طبق گفته کارشناسان در سال ۱۳۹۳، در استان بوشهر غارهای کوچک و بزرگ متعددی وجود دارد که باید کارهای مطالعاتی متعددی جهت شناسایی و تهیه اطلاعات آنها صورت پذیرد اما تا سال ۱۳۹۳ فقط ۳۴ غار در استان بوشهر شناسایی شده که ۲۰ تای آن با ارزش معرفی شده است و از این تعداد ۱۸ غار آن قابل پیمایش و مابقی به‌دلیل صعب العبور بودن غیرقابل پیمایش می‌باشند. در این بین ۴ غار به نام گوریک در دشتستان وجود دارد که یکی از آنها با طول یک کیلومتر طولانی‌ترین غار تونلی ایران است. ۱۵ غار دیگر در گنبد نمکی جاشک شناسایی شده و ۱۰ غار باستانی هم که تاریخچه آنها توسط باستان شناسان کشف شده، در شهرستان جم شناسایی شده‌اند.

نقشه نقاط وقوع زلزله‌های استان بوشهر که از سال ۱۹۰۰ تا ۲۰۲۱ توسط دستگاه ثبت شده‌اند به همراه خطوط گسل‌ها

سرچشمه هیچ رودخانه دائمی در این استان بوشهر قرار ندارد. دلایل این امر عبارتند از: گرمی هوا، کمی بارش، نبود ارتفاعات بلند، قرار نگرفتن در مسیر بادهای باران‌آور و عدم جذب رطوبت کافی. همه رودخانه‌های استان از استان‌های فارس و کهگیلویه و بویراحمد سرچشمه می‌گیرند. رودخانه‌های دائمی بوشهر عبارتند از: موند (مند)، دالکی، شاپور و حله. رودخانه‌های فصلی نیز عبارتند از: اهرم، شور گناوه، دره آبداری و درهٔ گپ.
چشمه‌های آب معدنی استان بوشهر شامل آب‌های کلردار، گوگردی و کلروسولفاته است که خواص درمانی دارند. چشمه‌ها و آب‌های معدنی استان عبارتند از: آب گرم دالکی، آب گرم برازجان، آب گرم خانیک، آب گرم اهرم، آب گرم میراحمد، آب گرم قوچارک، آب گرم نیکو، آب گرم گنویه (گنوی)، آب گرم میانلو، چشمه فاریاب (سرد) و چشمه بنیان (سرد).
از آبشارهای مشهور استان بوشهر می‌توان به آبشار فاریاب و آبشار زیراه اشاره کرد.

## طبیعت

### پوشش گیاهی

طبیعت منطقه آب‌پخش

استان بوشهر در برخی نواحی دارای پوشش گیاهی ضعیف و در بقیه نواحی فاقد پوشش گیاهی است. علت این موضوع مجاورت با خلیج فارس، کمی ارتفاع، کمبود بارندگی، درجه حرارت بالا و عدم حاصلخیزی خاک است. استان بوشهر فاقد جنگل صنعتی است اما قسمتی از آن دارای پوشش گیاهی است که به‌عنوان «مراتع مشجر» شناخته می‌شوند. در سال ۱۳۸۱ جنگل‌های این استان ۳۶۴٬۸۴۱ هکتار اعلام شد که ۳۴٬۸۴۱ هکتار آن (۹٫۵ درصد) جنگل‌های دست کاشت و بقیه جزو جنگل‌های حفاظتی بوده است. همچنین ۱۳۰۰۷۰۰ هکتار مرتع در استان وجود دارد که ۵۵/۵۶ درصد از سطح استان را می‌پوشاند.عمده‌ترین گونه‌های درختی در استان بوشهر شامل کنار، گز، انواع کهور (ایرانی، فارسی، پاکستانی)، اکالیپتوس، بادام کوهی، بنه، بابل (اکاسیا)، بلوط ایرانی و مانگرو می‌باشد. وسعت کل مراتع در این استان حدوداً ۱٫۱ میلیون هکتار است که شامل مناطق دشتی و کوهستانی می‌شود.
پوشش گیاهی استان بوشهر بسته به موقعیت جغرافیایی منطقه فرق می‌کند. در مناطق گرم و خشکی چون مناطق حفاظت‌شده مند و حله و پارک ملی نایبند درختان غالب گونه‌های بومی آکاسیا، کهور ایرانی، کنار و گز است. در کنار رودخانه‌ها نی و لوئی نیز می‌رویند. جنگل‌های حرا نیز ازجمله جنگل‌های معروف استان هستند که در مقیاس جهانی واپسین محدوده پراکنش جهانی آن‌ها در کرانه‌های شمال غربی آسیا به‌شمار می‌روند. بیشترین اجتماع این جنگل‌ها در استان در خلیج نای‌بند است.

### پارک‌های جنگلی و تالاب‌ها
پارک‌های جنگلی در استان بوشهر عبارتند از چاه کوتاه، فضای سبز بنه گز، بندر ریگ، بردخون. در استان بوشهر ۶ تالاب وجود دارد که از این تالاب‌ها می‌توان به تالاب حله، نایبند و دیر-نخیلو و بردستان اشاره کرد. در این میان تالاب حله با ۲۰ هزار هکتار مساحت بزرگ‌ترین تالاب استان بوشهر است. طبق آمار سال ۱۳۹۶، مساحت کل تالاب‌های استان بوشهر ۵ هزار هکتار می‌باشد.
طبق آمار سال ۱۴۰۲، حدود ۱۸۱ هزار و ۴۰۱ هکتار (حدود ۷٫۵درصد مساحت کل استان بوشهر) تحت مدیریت حفاظت محیط زیست است. پارک‌های ملی و مناطق حفاظت شده استان بوشهر عبارتند از: منطقه حفاظت‌شده مند، منطقه حفاظت‌شده نای‌بند، منطقه حفاظت‌شده حله، پناهگاه حیات وحش کوه‌سیاه، پناهگاه حیات وحش خارگ، گنبد نمکی جاشک، پارک ملی دریایی نخیلو

### مناطق بیابانی و دشت‌ها
در استان بوشهر ۱۶ دشت وجود دارد. در سال ۱۴۰۲ اراضی بیابانی استان بوشهر در حدود ۱۴ درصد استان اعلام شد که مساحت آن در حدود ۳۳۱ هزار و و ۶۸۲ هکتار است. همچنین ۱۶ کانون بحران فرسایش بادی در بیابان‌های استان بوشهر شناسایی شده که مساحت آن در حدود ۴۵۴ هزار و ۶۴۱ هکتار است. بیش‌ترین بیابان‌های استان بوشهر در شهرستان‌های دشتستان، تنگستان، گناوه و دیلم قرار دارد. عمده عملیات بیابان زدایی در استان بوشهر شامل اجرای نهال کاری و مدیریت روان‌آب ناشی از بارندگی است. تا سال ۱۴۰۲، ۱۷ هزار و ۶۴۸ هکتار نهال‌کاری شامل گونه‌های کُنار، کهور پاکستانی، گزشاهی و انواع آکاسیا در مناطقی نظیر بردخون دیر، عیسوند و گندم ریز دشتستان، گناوه و دیلم انجام شده است. بیشترین سطح جنگل‌های دست کاشت بیابانی این استان با پنج هزار و ۴۸۹ هکتار مساحت مربوط به شهرستان دشتی و کمترین میزان با یک هزار و ۵۲ هکتار مربوط به شهرستان گناوه می‌باشد. طبق آمار سال ۱۴۰۲، میزان متوسط فرسایش خاک در کشور ۱۶ تن در هکتار و در استان بوشهر ۲۲ تن در هکتار اعلام شده است که بیشتر از میزان کشوری است. از دیگر اقدامات جهت کاهش فرسایش خاک در این استان تا سال ۱۴۰۲ می‌توان به پنج هزار هکتار مالچ‌پاشی در مناطق بردخون دیر و چاهکوتاه شهرستان بوشهر و چهار هزار و ۳۱۵ هکتار برنامه ذخیره نزولات آسمانی و۳۷۰ کیلومتر بادشکن زنده اطراف جاده‌ها نظیر جاده بوشهر- برازجان و گناوه به دیلم اشاره کرد.

### جانوران
استان بوشهر به‌دلیل قرار داشتن در کنار آب، دارای ماهیانی در فهرست زیاگان خود است که شامل هفده گونه در نه تیره مختلف می‌شوند. بیشتر این‌گونه‌ها از تیره کپورماهیان هستند و یک گونه از آن‌ها (گربه‌ماهی‌ای با نام علمی Glyptothorax silviae) بوم‌زاد این ناحیه است. در رودخانه‌های این استان همچنین می‌توان گونه‌های اقتصادی باارزش همچون شیربت را نیز پیدا کرد. از دیگر جانوران دریایی مهم می‌توان به میگو، انواع کوسه (بمبک)، دلفین (پی سو)، لاکپشت، خرچنگ (گبگو)، انواع عروس دریایی (دول)، ماهی مرکب (خساک)، ماهی عقرب (فریاله) و سفره ماهی (لقمه) اشاره کرد.
سه گونه دوزیست و سی و نه گونه خزنده در طبیعت این استان زندگی می‌کنند. دوزیستان شامل دو تیره وزغ‌های راستین (وزغ بی‌گوش و وزغ سبز) و قورباغه‌های راستین (قورباغه مانداب) می‌شوند. در میان خزندگان، دو گونه لاک‌پشت پوزه‌عقابی و سبز در آب‌های خلیج فارس زندگی می‌کنند و برای تخم‌گذاری به جزایر و کرانه‌های این استان می‌آیند. چندین گونه جکو، آگاما، اسکینگ، سوسمار خاردار و بزمجه نیز در کنار مارهایی چون مار قطیانی، قمچه مار، سرسیاه، سوسن و غیره در بوشهر یافت می‌شوند. چهار مار کبری، جعفری، گرزه مار و افعی شاخدار ازجمله مارهای سمی استان است.
این استان به‌دلیل داشتن جنگل‌های حرا، میزبان تعداد بسیاری از پرندگان آب‌زی است. نوار ساحلی خلیج فارس و نیز جزیره‌های این خلیج همچنین جایگاه تخم‌گذاری و پرورش پرندگان دریایی همچون پرستوی دریایی کاکلی بزرگ، پرستوی دریایی کاکلی کوچک و سلیم خرچنگ‌خوار است. مناطق کوهستانی استان بوشهر نیز که پوشش گیاهی بنه و بادام کوهی دارند گونه‌های فراوانی را در خود جای می‌دهند. از آن جمله می‌توان به سهره طلایی، سهره صورتی، گنجشک کوهی، سسک‌ها و طرقه آبی و کوهی اشاره کرد.
در مجموع سی و یک گونه پستاندار از شش راسته در پانزده تیره گوناگون در این استان یافت می‌شوند. این‌ها شامل سه گونه خفاش، ده گونهٔ گوشت‌خوار (از جمله کفتار، پلنگ، گربه جنگلی و خدنگ بزرگ) و پنج گونه جفت‌سم می‌شوند. به‌تازگی همچنین موش سیاه به جنگل‌های حرا هجوم آورده و حیات بسیاری از پرندگان تخم‌گذار در آن ناحیه را تهدید کرده است.

#### معضل کوخه نشینی و شکار پرندگان شکاری
هر ساله در استان بوشهر افرادی به‌دلیل کوخه نشینی و شکار غیرقانونی پرندگان شکاری اعم از شاهین، بحری و بالابان مورد تعقیب و پیگرد قانونی قرار می‌گیرند. این پرندگان توسط شکارچیان شکار شده و با هزینه کم به قاچاقچیان فروخته می‌شود و قاچاقچیان نیز این پرندگان را در کشورهای عربی حوزه خلیج فارس با قیمت هنگفت به فروش می‌رسانند. فرهنگ بازداری در کشورهای عربی حوزه خلیج فارس همچون عربستان، قطر و امارات بازار مناسبی را برای این شکارچیان و قاچاقچیان فراهم کرده است.

### آلودگی و مشکلات زیست‌محیطی
درحال حاضر سه نوع آلودگی جزو مشکلات اصلی و عمده زیست‌محیطی و انسانی این استان شده است. آلودگی اول مربوط به ریزگردها و گرد و غباری است که منشأ آن استان خوزستان، عربستان و عراق می‌باشد.
نوع دوم آلودگی در استان بوشهر مربوط به صنایع نفت و گاز می‌باشد که در جزیره خارگ و شهرستان‌های کنگان و عسلویه مستقرند. طبق تحقیقات پژوهشگران دانشگاه علوم پزشکی بوشهر، خطر شیوع انواع سرطان در این منطقه ۱٪ و سرطان حنجره ۲۳٪ است. طبق گفته فرهاد قلی‌نژاد، مدیر کل محیط زیست استان بوشهر، مهم‌ترین محور کاهش آلودگی‌های این شهرستان مشعل‌ها، انبارهای گوگرد و ضایعات و پسماندها است. علی محمد صنعتی، عضو هیئت علمی گروه پژوهش محیط زیست دانشگاه خلیج فارس بوشهر و رئیس پژوهشکده خلیج فارس، در تحقیقات انجام شده خود از وجود فلزات سنگین و میکروپلاستیک‌ها در این منطقه نیز پرده برداشته است. در این بین، مصطفی مؤذنی، رئیس حفاظت محیط زیست شهرستان عسلویه معتقد است که عامل اصلی آلودگی‌های این منطقه پالایشگاه‌ها هستند نه پتروشیمی‌ها. در تحقیقات دیگری که اثرات توسعه صنایع گاز و پتروشیمی در منطقه عسلویه بر سلامت انسان و اکوسیستم را بررسی کرده است، معلوم شده که این صنایع بر روی کیفیت هوا، آب دریا، رسوبات و درختان منطقه اثرات منفی و قابل توجه‌ای برجای گذاشته است. طبق آمارهای بین‌المللی و ایران در ۲۰۲۱ میلادی، ایران معادل ۱۲٪ کل دنیا مشعل سوزی (فلرینگ) داشته است و از این حیث در جایگاه دوم دنیا قرار دارد. این میزان مشعل سوزی از مصرف گاز یک سال جمعیت شهر تهران نیز بیشتر بوده است.

نوع سوم مشکلات زیست‌محیطی و آلودگی‌ها مربوط به خلیج فارس است. مریم قائمی، عضو هیئت علمی پژوهشگاه علوم جوی و اقیانوس‌شناسی کشور و نایب‌رئیس کمیته اقیانوس‌شناسی اقیانوس هند، در مصاحبه با ایسنا گفته است که علاوه بر آلودگی‌های مربوط به تأسیسات نفتی و گازی در مناطق ساحلی استان بوشهر، مشکلات دیگری همچون کاهش اکسیژن، اسیدی شدن و بالا آمدن آب دریا از دیگر بحران‌هایی است که در این قسمت از خلیج فارس به وجود آمده است. همچنین به گفته وی، چون دریای خلیج فارس یک محیط نیمه‌بسته است و تبخیر و شوری آن بالا است، حدود سه تا پنج سال طول می‌کشد تا آب خلیج فارس از طریق تنگه هرمز با اقیانوس هند تبادل و تجدید شود؛ پس بروز آلودگی در این منطقه ماندگاری زیادتری نسبت به دیگر دریاها دارد.

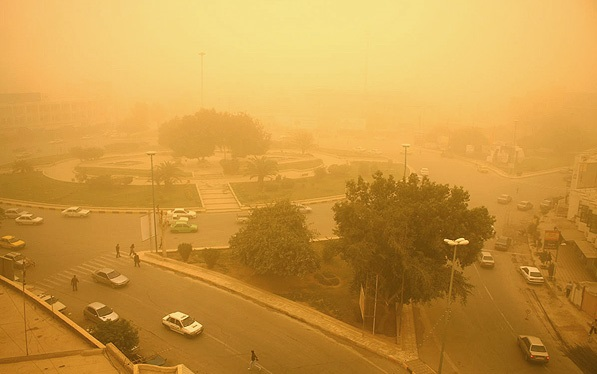
وقوع پدیده گرد و غبار در استان بوشهر
فلرها (مشعل‌های) پارس جنوبی در عسلویه که به عنوان یکی از منابع اصلی آلودگی شناخته می‌شوند
آلودگی نفتی در ساحل جزیره خارگ

## مردم‌شناسی

### جمعیت
در سال ۱۳۹۵ طبق اعلام مرکز آمار، جمعیت این استان ۱٬۱۶۳٬۴۰۰ نفر اعلام شد. نرخ رشد جمعیت در سال ۱۳۸۵ حدود ۱٫۰۵ درصد و طی سال‌های ۱۳۷۵–۱۳۸۵ حدود ۱٫۷۵ درصد محاسبه شد در حالی که این نرخ برای کل کشور ۱٫۶۱ درصد بوده است. از دلایل بالا بودن نرخ رشد جمعیت استان بوشهر می‌توان به مهاجرپذیری اشاره کرد. طبق آمار سال ۱۳۸۵ بیشترین جمعیت در شهرستان‌های استان بوشهر به ترتیب (بیشترین به کمترین) در دشتستان، بوشهر، کنگان، گناوه، دشتی، تنگستان، دیر، جم و دیلم قرار دارد (در این تاریخ شهرستان عسلویه هنوز از شهرستان کنگان منفک نشده بوده است). در همین سال آمار نشان می‌داد که حدود ۶۵٫۱۶ درصد شهرنشین بوده‌اند. در بین شهرستان‌های استان، بالاترین میزان شهرنشینی در شهرستان بوشهر با ۸۶٫۶۷ درصد و پایین‌ترین میزان در شهرستان کنگان با ۲۴٫۴۷ درصد است. همچنین متوسط بعد خانوار در کل کشور ۴٫۰۳ و در استان ۴٫۶۶ است که شهرستان کنگان با ۶٫۲۵ و شهرستان بوشهر با ۴٫۲۳ به ترتیب بیشترین و کمترین متوسط بعد خانوار را در بین شهرستان‌های استان دارند. آمار نسبت جنسی در همین سال نشان می‌دهد که نسبت جنسی در کل کشور ۱۰۴ و در استان بوشهر ۱۱۲ و در استان به ازای هر ۱۰۰ نفر زن، ۱۱۲ نفر مرد وجود دارد. کمترین مقدار این نسبت در دشتی و دشتستان با مقدار ۱۰۰ و بیشترین مربوط به شهرستان کنگان با مقدار ۱۹۳ بوده است.
| مردان  | سن          | زنان   |
| ------ | ----------- | ------ |
| ۲۳٬۱۹۷ | بیشتر از ۶۵ | ۲۵٬۸۱۴ |
| ۱۵٬۲۲۲ | ۶۰–۶۴       | ۱۵٬۳۵۳ |
| ۱۹٬۷۷۷ | ۵۵–۵۹       | ۱۷٬۷۸۸ |
| ۲۲٬۴۱۰ | ۵۰–۵۴       | ۲۰٬۷۳۹ |
| ۳۲٬۷۴۸ | ۴۵–۴۹       | ۲۷٬۶۶۱ |
| ۴۲٬۴۳۵ | ۴۰–۴۴       | ۳۴٬۳۱۸ |
| ۶۰٬۸۸۴ | ۳۵–۳۹       | ۴۷٬۷۳۶ |
| ۷۹٬۴۵۴ | ۳۰–۳۴       | ۶۲٬۸۷۹ |
| ۷۵٬۹۹۸ | ۲۵–۲۹       | ۶۱٬۶۶۸ |
| ۵۳٬۳۱۸ | ۲۰–۲۴       | ۴۴٬۳۶۵ |
| ۳۹٬۴۵۹ | ۱۵–۱۹       | ۳۴٬۸۶۲ |
| ۴۲٬۹۱۰ | ۱۰–۱۴       | ۴۱٬۴۳۷ |
| ۵۲٬۹۵۸ | ۵–۹         | ۵۰٬۷۷۰ |
| ۵۹٬۹۵۲ | ۰–۴         | ۵۷٬۲۸۸ |

منطقهٔ بوشهر به لحاظ موقعیت سوق‌الجیشی و وجود شرکت‌های بزرگ نفتی و اجرای طرح‌های صنعتی بزرگ مانند نیروگاه اتمی بوشهر و کشتی‌سازی، نیروی انسانی فعال استان‌های مجاور و مناطق دیگر را به خود جذب کرده است. در داخل منطقه نیز جابه‌جایی جمعیت افزایش یافته است، زیرا به علت کمبود امکانات کشاورزی به‌ویژه کمبود آب و زمین‌های مورد نیاز و نبودن امکانات رفاهی و نیز پایین بودن سطح درآمد کشاورزان، مهاجرت روستاییان به شهرهای استان شدت گرفته است. به علت نزدیک بودن این استان به شیخ‌نشین‌های خلیج فارس، عده‌ای از اهالی منطقه، برای کار و امرار معاش به کشورهای واقع در کرانه خلیج فارس و دریای مکران مهاجرت کرده‌اند.

### زبان و گویش‌ها
زبان مردم بوشهر در بیشتر مناطق فارسی است (یعنی دشتستان، تنگستان، دشتی، دیر، کنگان و جم). مناطق شمال این استان (گناوه، دشتستان و دیلم) به زبان لری با گویش لیراوی تکلم می‌کنند. برخی از اهالی جزیرهٔ شیف و بندرها کنگان و عسلویه نیز به زبان عربی خلیجی صحبت می‌کنند. به علاوه، زبان مردم بوشهر تحت تأثیر لهجه‌های بلوچی و شبانکاره‌ای قدیم به زبان سغدی، ایجی بوده که از گویش‌های فرعی عصر اتابکان فارس است و هر کدام با لهجه‌های گیلکی، کردی، خراسانی و دیگر لهجه‌های ایرانی هم‌ریشه است و ارتباط دارد. مردم سواحل خلیج فارس و جزایر آن به گویشی صحبت می‌کنند که رگه‌هایی از گویش‌ها و زبان‌های شبانکاره‌ای، زبان بلوچی، ترکمنی، کردی و برخی واژه‌های انگلیسی، هلندی، پرتغالی، هندی و عربی و ترکی را دارا است ولی استخوان‌بندی و ریشهٔ آن فارسی است. لهجه‌های فارسی به گویش بردستانی، دشتی، تنگستانی، کازرونی در این استان رواج دارد و این لهجه‌ها کاملاً با لهجه‌های شمال و شمال غربی استان فارس مانند لری، فارسی و سیوندی ارتباط دارد.

### نژاد و اقوام
طی یک بررسی میدانی به سفارش شورای فرهنگ عمومی در سال ۱۳۸۹ معلوم شده است که نزدیک به ۹۲ درصد از مردم استان بوشهر، فارسند و ۸ درصد مابقی را افرادی از اقوام عرب، لر و ترک تشکیل می‌دهند.
| اقوام استان بوشهر | اقوام استان بوشهر | اقوام استان بوشهر | اقوام استان بوشهر | اقوام استان بوشهر |
| ----------------- | ----------------- | ----------------- | ----------------- | ----------------- |
| قومیت             | قومیت             |                   | درصد              | درصد              |
| فارسی‌زبان         | فارسی‌زبان         |                   | ۹۱٫۸٪             | ۹۱٫۸٪             |
| عرب               | عرب               |                   | ۴٫۱٪              | ۴٫۱٪              |
| لر                | لر                |                   | ۲٫۱٪              | ۲٫۱٪              |
| ترک               | ترک               |                   | ۱٪                | ۱٪                |
| سایر و بدون جواب  | سایر و بدون جواب  |                   | ۱٪                | ۱٪                |

### دین (مذهب)
بیشتر از ۸۰٪ از مردم این استان مسلمان شیعه هستند. همچنین، در بعضی از مناطق استان بوشهر مانند شهرستان کنگان، شهرستان عسلویه، جزیرهٔ شیف، شهرستان گناوه، جزیره شمالی بندر ریگ و شهر بوشهر اقلیتی از اهل سنت زندگی می‌کنند که ۲۰٪ از مردم این استان می‌شوند.

## فرهنگ

### آیین‌ها

نمونه‌ای از پوشش قدیمی و محلی بانوان قوم فارس در مناطق جلگه‌ای استان

یکی از آیین‌های محلی رایج در استان بوشهر که ثبت ملی شده و در جنوب رواج دارد، سینه‌زنی بوشهری است که در ماه محرم برگزار می‌شود. در این نحوه سینه‌زنی، یک نفر به عنوان «پیشخوان» (به محلی «پیشخون») در میان حلقه‌هایی از مردم که به آنها «بر» می‌گویند، قرار می‌گیرد. در ابتدا، افراد در برها با دست چپ کمر فرد کناری را گرفته و با هر ضرب سینه، پای خود را حرکت داده و می‌چرخند. گاهی سینه زنان نیز در قسمت‌هایی به پیشخوان پاسخ می‌دهند و با افزایش چند برابری سینه زنی، پیشخوان اعلام «واحد» می‌کند که سینه زنان با پاسخ «الله واحد» ادامه سینه‌زنی را روی پای راست ادامه می‌دهند. سنج و دمام‌زنی از دیگر آیین‌هایی است که در ماه محرم در کنار تعزیه و سینه‌زنی برگزار می‌شود. یزله‌خوانی بوشهری نیز به عنوان آیینی دیگر پس از مراسم سینه‌زنی اجرا می‌شود. در این مراسم عزاداران کمر فرد جلویی را می‌گیرند تا قطاری انسانی تشکیل شود و با آهنگ یزله رو به جلو حرکت می‌کنند. پس از طی مسافتی، ایستاده و دایره وار و خمیده به سمت مرکز با ریتم یزله سینه‌زنی می‌کنند.
از سرودخوانی‌های مشهور در استان بوشهر می‌توان به شروه‌خوانی اشاره کرد که در مایه دشتی، شوشتری، ترک و نوا خوانده می‌شود. این نوع سرودخوانی بیشتر در قالب دوبیتی‌های عاشقانه است که در مورد وصل و فراق و وصف معشوق سروده می‌شود. از دیگر سرودخوانی‌های استان می‌توان به چاووشی‌خوانی اشاره کرد که برای بدرقه یا استقبال زائران مکان‌های مقدس خوانده می‌شود. این آواز شباهت زیادی به نغمه‌ها در دستگاه چهارگاه از موسیقی ردیف ایرانی دارد. دو آوازخوانی شاد دیگری که در استان شهرت دارد و در هم‌نشینی‌های شبانه یا مراسم‌های بزم و شادی اجرا می‌شود خیام‌خوانی و بیت‌خوانی است. علت نام گذاری خیام‌خوانی، خواندن رباعی‌های حکیم عمر خیام نیشابوری در این نوع موسیقی است. البته گاهی شعرهای شاعران بنام دیگر یا شعرها و ترانه‌های محلی نیز در این نوع موسیقی خوانده می‌شود اما این شعرها توسط خواننده بر وزن رباعی‌های خیام خوانده می‌شود. به خیام‌خوانی «شکی» یا «شکی خوانی» نیز می‌گویند. نِیمه‌خوانی بوشهری نمونه دیگر آوازخوانی در بوشهر است.
دُم دُم سحری نیز از یکی از سنت‌های قدیمی مردم بوشهر برای بیدار کردن روزه‌داران هنگام سحر است. افرادی که دُم دُم سحری را اجرا می‌کنند، معمولاً سه تا چهار نفر هستند و درحالی که یکی چراغ فانوسی به دست دارد و دیگری دَمامی را به دوش می‌کشد، همراه با صدای دمام به‌صورت گروهی اشعاری می‌خوانند.

### موسیقی
موسیقی بوشهر به سه دسته بزم و شادی، عزا و سوگواری و موسیقی حماسی دسته‌بندی می‌شود. ساز و آلات موسیقی که توسط بوشهری‌ها استفاده می‌شود عبارتند از:نی‌انبان، سنج، دمام (این ساز متعلق به بوشهر است) و ضرب و تیمپو.

### لباس
استان بوشهر دارای لباس سنتی خاصی نیست و لباس‌های متنوع زیادی در آن دیده می‌شود اما پوشش مردم استان در نواحی کوهستانی نسبت به نواحی جلگه‌ای کمی متفاوت است. این تفاوت‌ها در مدل، شکل لباس، رنگ و جنس پارچه‌ها دیده می‌شود. در گذشته و در مناطق فارسی‌زبان استان، بانوان از پیراهن بلند دورچین با چادر رنگی، مقنعهٔ نازک مشکی و شلوار بلند پارچه‌ای استفاده می‌کرده‌اند اما در مناطق کوهستانی که بیشتر عشایر ساکن بوده‌اند لباس بانوان شامل کلاهک، آرخالق، تنبان و پاپوش می‌شود. در مناطقی که اقوام عرب ساکن هستند، پوشش مردم شبیه به اهالی استان هرمزگان و کشورهای عربی حاشیه خلیج فارس است. از لباس‌های سنتی و مشهور استان بوشهر می‌توان به «لنگوته» که بیشتر دریانوردان می‌پوشند، «ناس» که شامل کت و شلوار و کفش و جوراب کاملاً سفید یا کرم بوده و بیشتر تجار می‌پوشیده‌اند و «قبا» که بیشتر توسط افراد متشخص استفاده می‌شده، اشاره کرد.

### غذاها

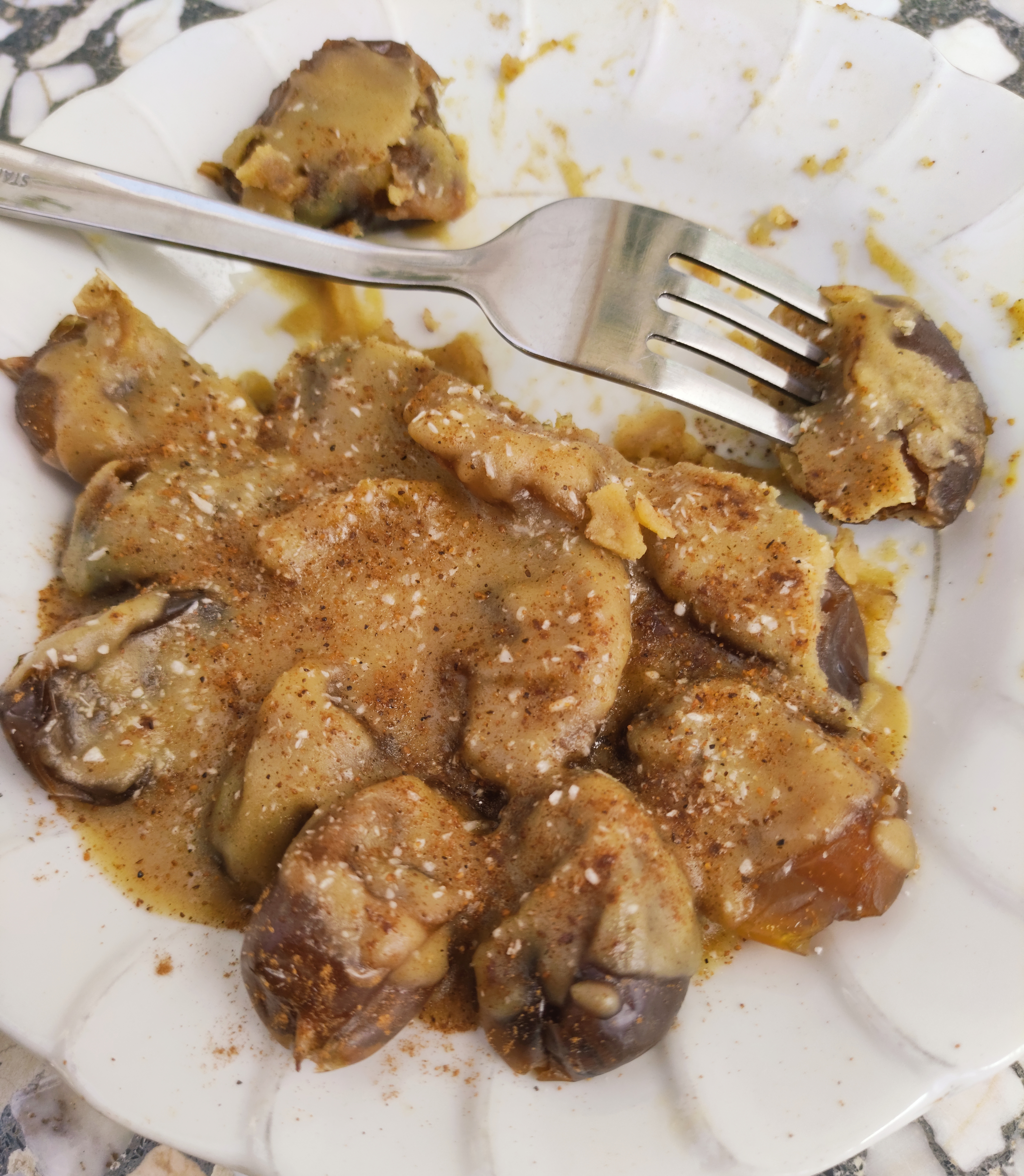
یک نمونه رنگینک که در آب‌پخش تهیه شده است

غذاهای سنتی و محلی استان بوشهر را می‌توان به سه دسته تقسیم کرد. غذاهای اصلی، دسرها و نانها. در بین غذاهای اصلی، که به‌عنوان یک وعده غذایی سرو می‌شود، «میگوپلو»، که غذایی با اصالت بوشهری است، به‌عنوان مشهورترین غذا شناخته می‌شود. عنصر اصلی این غذا خود میگو است که به‌دلیل داشتن امگا۳ و پروتئین بالا از ارزش غذایی بالایی برخوردار است. میگوپلو بوشهری با دیگر نقاط کشور مانند استان خوزستان تفاوت‌هایی دارد. به عنوان مثال میگوپلو طبخ شده در خوزستان هم ماش دارد و هم به جای گرد لیمو، یک قاشق سرکه به سس آن اضافه می‌کنند. از دیگر غذاهای مشهور استان می‌توان به قلیه میگو، قلیه ماهی، گمنه، دمی لخلاخ، یتیمک بوشهری، کبه، قیمه بوشهری، دوقوس ماهی، شکرپلو، دال عدس بوشهری، ته انداز بوشهری، ماهی شکم پر، میگو سوخاری، مجبوس، ماهی شور اشاره کرد.
در بین دسرها، «رنگینک» مشهورترین دسر و میان‌وعده شناخته می‌شود که البته در دیگر نقاط کشور نیز تهیه و سرو می‌شود. جزء اصلی این دسر، خرما و گردو است و به همین دلیل به عنوان یک دسر و میان‌وعده مغذی و پرانرژی شناخته می‌شود. دیگر دسرها و حلوهای مشهور در استان عبارتند از حلوا خرمایی بوشهری، حلوای انگشت‌پیچ، لگیمات، حلوای مسقطی، حلوای سردبندو، نشا، حلواپسکی، حلوا سنگک.
در میان نان‌ها، «مُشتَک» مشهورترین و محبوب‌ترین شناخته می‌شود که فلسفه‌ای مانند فلسفه ایجاد پیتزا دارد و مانند پیتزا با نوع‌های مختلف کراتی (تره)، جیکایی، سرموکی، ساده و زرشکی تولید می‌شود. به جز نمونه ساده که مانند یک نان ساده پخته می‌شود و کره و شکر روی آن ریخته شده و سرو می‌شود، در دیگر نمونه‌ها مواد خوراکی پخته یا تفت داده شده بین دو لایه خمیر قرار گرفته و بعد پخته می‌شود. دیگر نان‌های پخته شده در استان بوشهر که شهرت دارند عبارتند از گرده، کماچ، بل بل، نان شیرین و نان زرد، نان تیری.

### سوغات و صنایع دستی
سوغاتی‌ها و صنایع دستی استان بوشهر عبارتند از:
- ره‌آورد خوراکی: خرما، ارده، پنیر نخل (در آب‌پخش)،[۱۵۰][۱۵۱] خارک، خارک پخته، ماهی، میگو و مسقطی
- صنایع دستی: گبه(گبه استان بوشهر)، گلیم، نمد، حصیر، سوزن دوزی،[۱۵۲] زنبیل و سبد، جارو، سفال، مشک،[۱۵۳] تور، تونیره‌بافی و دولچه[۱۵۴]

لازم است ذکر شود که شهر آب‌پخش به عنوان شهر ملی حصیربافی ایران معرفی شده است.

## مشاهیر
بنیاد ایرانشناسی بوشهر تاکنون ۱۲۰ نفر از مفاخر و مشاهیر را در استان بوشهر شناسایی کرده است که حوزه‌های مختلفی را در بر می‌گیرد. در حوزه علمی، احمد دالکی به‌عنوان پدر علم نجوم آماتوری ایران و یکی از مفاخر علمی استان شناخته می‌شود. در حوزه فرهنگی و اجتماعی و نظامی می‌توان نادر مهدوی را به‌عنوان یکی از مفاخر این حوزه در استان بوشهر معرفی کرد. صادق چوبک نیز به‌عنوان یکی از مشاهیر ادبی استان شناخته می‌شود. از دیگر مشاهیر استان بوشهر می‌توان به فایز دشتی، نادم، منوچهر آتشی، ایرج شمسی زاده، جهانبخش کردی زاده، همایون خرم، غلامرضا نیکخواه، رئیسعلی دلواری، میرمهنا بندرریگی، ناخدا عباس دریانورد، علیرضا تنگسیری، مهدی طارمی و سید عبدالله بلادی بوشهری اشاره کرد.

## اقتصاد
با وجود اینکه در این استان حدود ۱۹٪ کل ذخایر گازی جهان فقط در میدان گازی پارس جنوبی، و ۸٫۶۸٪ نفت و ۷۳٫۱۸٪ گاز کشور را تولید می‌کند و ۹۰٪ صادرات نفت کشور از این استان صورت می‌گیرد اما اقتصاد آن در وهله اول متکی به کشاورزی، دامداری و شیلات و سپس تجارت و بازرگانی است. بر اساس اطلاعات منتشر شده مرکز آمار در سال ۱۳۹۹، استان بوشهر بعد از به ترتیب استان‌های تهران و خوزستان سومین اقتصاد بزرگ کشور است. این رتبه‌بندی بر مبنای میزان تولید ناخالص داخلی است. در سال ۱۳۹۸ تولید ناخالص داخلی این استان حدود ۲۰۲ هزار میلیارد تومان اعلام شد که بزرگ‌ترین بخش اقتصادی آن مربوط به «تأمین برق، گاز، بخار و تهویه هوا» بوده است. بیش از نیمی از این بخش احتمالاً به‌دلیل وجود نیروگاه‌های گازی و اتمی در این استان است. قسمت‌های دیگر بخش اقتصادی در استان بوشهر که سهم بسزایی در آن دارند به «صنعت»، «استخراج معادن»، «پالایشگاه‌ها و تأسیسات نفت، گاز و پتروشیمی» مربوط می‌شود. استان‌های بوشهر و خوزستان در حوزه استخراج نفت خام و گاز طبیعی، استخراج معادن، صنعت، تأمین آب، برق و ساختمان بیشترین سهم را در کشور به خود اختصاص داده‌اند.
براساس آمارهای ارائه شده از طرف مرکز آمار در سال ۹۷، سه استان تهران، استان اصفهان و بوشهر به ترتیب بیشترین رشد اقتصادی بدون نفت را داشته‌اند. طبق آمار همین سال استان بوشهر رتبه چهارم فعالیت‌های استخراج معدنی را به خود اختصاص داده است و در زمینه فعالیت‌های صنعت، تأمین برق، گاز، بخار و تهویه هوا، آبرسانی، مدیریت پسماند، فاضلاب و فعالیت‌های تصفیه ساختمان نیز با سهم ۱۸٫۱۳ درصد بعد از استان تهران، جایگاه دوم را به خود اختصاص داده است. از طرفی بیشترین نرخ رشد متوسط این رشته فعالیت از سال ۹۰ تا ۹۷ نیز با ۹٫۱۷ درصد متعلق به استان بوشهر می‌باشد.
از دیگر آمارهای اقتصادی که بر بهبود شرایط استان‌ها مؤثر است، توزیع درآمد حاصل از دریافت مالیات بر استان‌ها است. طبق آمار سال ۱۳۹۸، استان تهران با دریافت ۵۳٪ درآمد حال از مالیات کل کشور در رتبه اول دریافت درآمد مالیاتی در کشور قرار دارد و استان بوشهر با دریافت ۲٫۸٪ این درآمد در رتبه هفتم قرار گرفته است. این درحالیست که طبق آمار سال ۱۳۹۵ فقط ۱۶٫۶٪ درصد از جمعیت کشور در استان تهران قرار دارد اما تقریباً نصف درآمدها به استان تهران پرداخت می‌شود. در این مورد دو فرضیه وجود دارد که علت این توزیع نامتوازن درآمد مالیات‌ها را نشان می‌دهد. یکی تمرکز زیاد فعالیت‌های صنعتی و خدماتی در تهران و دوم دولتی بودن یا حضور دفاتر مرکزی شرکت‌های بزرگ در تهران است.
فعالیت کارگاه‌های صنعتی بر اقتصاد استان تأثیر داشته است. طبق آمار ۱۳۹۸ برای کارگاه‌های بالای ۱۰ نفر، استان‌های تهران، اصفهان، خراسان رضوی، آذربایجان شرقی و البرز به ترتیب با سهم ۲۲٫۴، ۱۲٫۱، ۶٫۸، ۵٫۷ درصدی رتبه‌های اول تا پنجم را به خود اختصاص داده‌اند و استان بوشهر با ۰٫۵۹٪ رتبه ۲۷ این جدول قرار دارد. از طرفی، طبق آمار سال ۱۳۹۸، مردم استان بوشهر رتبه چهارم در سپرده گذاری بانکی را به خود اختصاص داده‌اند. این آمارها نشان می‌دهد که مردم استان بوشهر نه‌تنها تمایلی به سرمایه‌گذاری و فعالیت صنعتی نداشته‌اند بلکه بیشتر پول و دارایی خود را سپرده‌گذاری می‌کنند.
با توجه به تمرکز اصلی سیاست کنونی کشور بر اقتصاد دانش‌بنیان، اخیراً تحقیقی جهت بررسی توسعه‌یافتگی استان‌های کشور در اقتصاد دانش‌بنیان منتشر شده است که استان بوشهر با امتیاز ۰٫۰۲۳۱ در جایگاه نهم این رتبه‌بندی قرار گرفته است. در این تحقیق استان تهران با امتیاز بسیار بالای ۰٫۹۸۲۳ در صدر جدول قرار گرفته است به‌طوری‌که استان اصفهان به‌عنوان دومین استان امتیاز ۰٫۱ را کسب کرده است و این نشان از فاصله بسیار بالای استان تهران با دیگر استان‌ها دارد.
درآمد سرانه شاخصی است که نشان می‌دهد به ازای هر یک نفر چه میزان کالا و خدمات تولید یا چه میزان درآمد حاصل شده است. استان بوشهر با درآمد سرانه ۱۶۲ میلیون تومان و استان خوزستان با ۱۰۰ میلیون تومان به ترتیب جایگاه‌های اول و دوم را به خود اختصاص می‌دهند.
در سال ۱۳۹۹ ضریب جینی خانوارهای شهری استان بوشهر ۰٫۳ اعلام شد. در همین آمار ضریب جینی کل کشور ۰٫۳۸۳۵، بالاترین ضریب جینی ۰٫۴۵۷ (استان سیستان و بلوچستان) و کمترین ضریب جینی ۰٫۲۵۷۹ (استان اردبیل) اعلام شد. همچنین در همین سال ضریب جینی خانوارهای روستایی استان بوشهر ۰٫۲۹۷۳، کل کشور ۰٫۳۵۹، بالاترین ضریب جینی ۰٫۳۶۲۱ (استان چهارمحال و بختیاری) و کمترین ضریب جینی ۰٫۲۴۰۵ (استان خوزستان) اعلام شد. این آمارها نشان از متوسط بودن اوضاع نابرابری درآمد در استان بوشهر نسبت به کل کشور را می‌دهد. در کنار ضریب جینی، سه شاخص نرخ بیکاری، تورم و فلاکت نیز مبین وضعیت اقتصادی مردم یک استان است. در آمار سال ۱۴۰۰، نرخ بیکاری، تورم و فلاکت استان بوشهر به ترتیب ۴۱٫۷، ۸٫۹ و ۵۰٫۶ اعلام شد که ۶ رتبه بالاتر از متوسط کشوری و تقریباً در میانه جدول قرار گرفت. در این آمار استان تهران در پایین جدول قرار گرفت که نشان از وضعیت بسیار خوب این استان در سال ۱۴۰۰ دارد و بالاتر از همه نیز آذربایجان غربی قرار گرفت که وضعیت بد این استان در سال ۱۴۰۰ را نشان می‌دهد.
از لحاظ شاخص NEET (مخفف "نه درس می‌خواند، نه شاغل است و نه مهارتی می‌آموزد")، طبق آمار سال ۱۳۹۵ مرکز آمار، استان بوشهر در کنار خراسان‌شمالی، چهارمحال‌وبختیاری، زنجان و خراسان‌رضوی از استان‌هایی هستند که دارای نرخ بالای NEET هستند. در این آمار میانگین کشوری NEET حدود ۲۹٪ بوده و استانهای سیستان‌وبلوچستان حدود ۴۸٫۲ درصد، در گلستان ۴۴درصد، در هرمزگان ۴۳٫۸ درصد، در کرمانشاه ۴۲٫۸ درصد، در لرستان ۴۲٫۱ درصد، در آذربایجان‌غربی ۴۱٫۷ درصد، در خوزستان ۴۱٫۲ درصد، در کردستان ۴۱ درصد، در همدان ۴۰٫۱ درصد و در اردبیل ۳۹٫۶ درصد در بالای جدول قرار دارند. همچنین استان‌های سمنان با نرخ ۲۲٫۶ درصدی، یزد با نرخ ۲۵٫۱ درصدی، اصفهان با نرخ ۲۵ درصدی و تهران با نرخ ۲۸٫۱ درصدی کمترین نرخ NEETها را داشته‌اند. در سال ۱۳۹۷ هزارجریبی و سبحانی در تحقیقی به بررسی وضعیت NEETها در ایران و علل آن پرداخته‌اند. همچنین در مقاله دیگری به قلم نویسندگان روزنامه دنیای اقتصاد، موضوع NEETها در ایران مورد بررسی قرار گرفته است.
از لحاظ آمار حاشیه نشینی در ایران، طبق آمار سال ۱۴۰۰، استان بوشهر قبل از استانهای سمنان، چهارمحال‌وبختیاری، خراسان‌جنوبی و ایلام در انتهای جدول قرار دارد که نشان از وضعیت تقریباً مناسب استان دارد.همچنین استان بوشهر در کنار استانهای اصفهان، تهران، خراسان رضوی، خوزستان، سمنان، فارس، کردستان، مازندران، هرمزگان و یزد دارای بیشترین کودک کار است (جزو ۱۳ استان با بیشترین کودک کار). طبق آمارها %۸۰ این کودکان ایرانی نیستند و %۶۰ درصد نیز از اتباع غیرمجاز هستند.

### کشاورزی

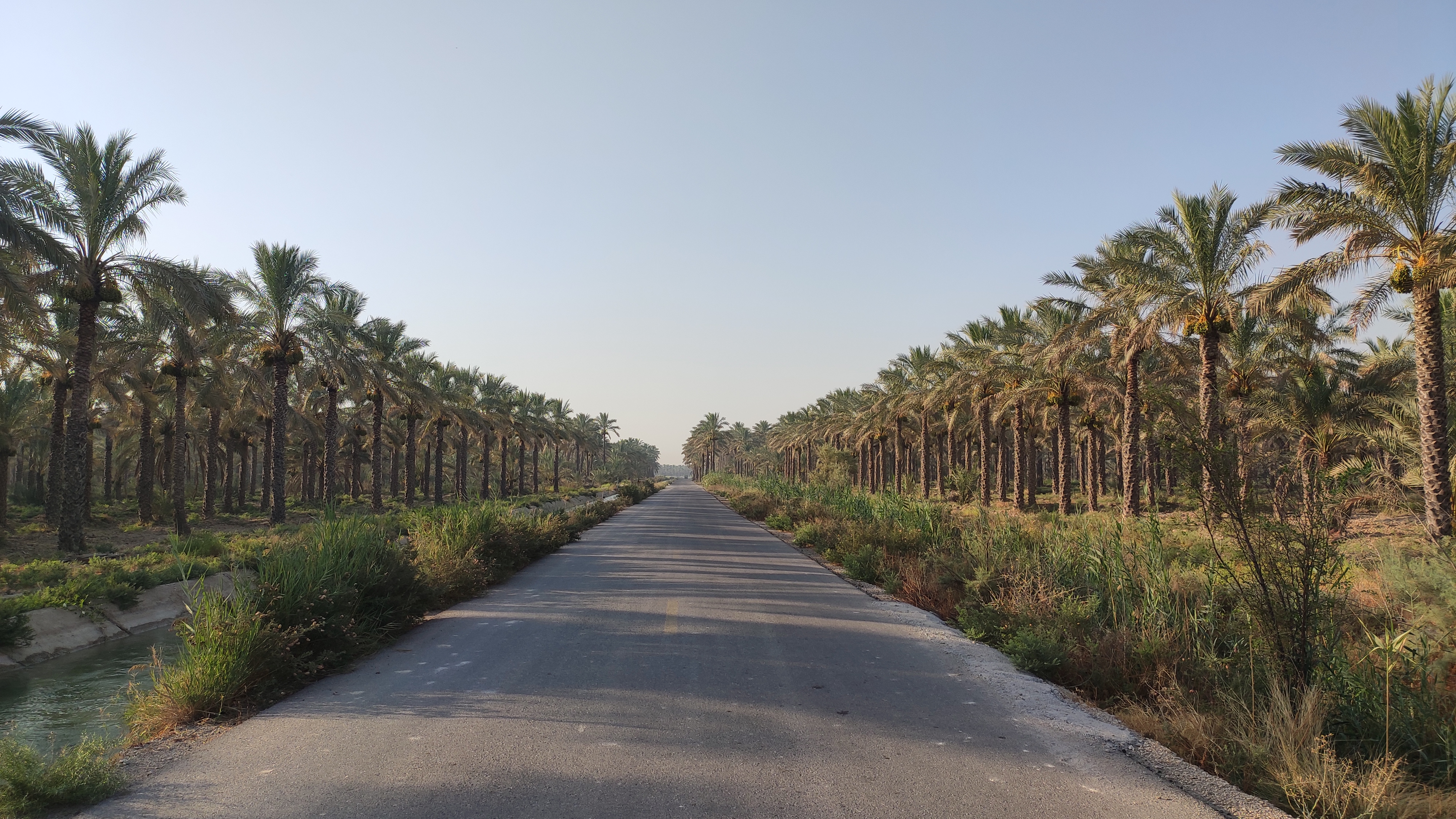
نخلداری و تولید خرما در آب‌پخش

طبق آمار سال ۱۴۰۰، در استان بوشهر ۳۲۰ هزار هکتار زمین کشاورزی قابل کشت وجود دارد(۱۱٫۵٪ مساحت استان بوشهر) که ۸۰ هزار هکتار آبی و مابقی دیم و آیش هستند. همچنین ۱٫۲ درصد تولیدات کشاورزی کشور در استان بوشهر تولید می‌شود. در واقع از ۱۲۰ تا ۱۳۰ میلیون تن محصولات کشاورزی کشور ۱٫۴ میلیون تن مربوط به استان بوشهر است. طبق گفته خسرو عمرانی، معاون بهبود تولیدات گیاهی سازمان جهاد کشاورزی استان بوشهر، تغییر اقلیم و خشکسالی کشاورزان استان بوشهر را تهدید می‌کند و برای برون رفت از این وضعیت راهی جز ارتقای بهره‌وری و کارایی مصرف آب در واحد سطح، کاهش برداشت از منابع آب زیرزمینی، پیشگیری از کشت محصولات آب بر، تبدیل کشت محصولات در فضای باز به کشت متراکم و گلخانه ای، استفاده کامل از کشت نشایی، استفاده از ارقام پرمحصول وجود ندارد. در سال ۱۳۹۸ اعلام شد که ۴۰٪ چاه‌های آب (از ۱۳ هزار و ۶۰۰ حلقه چاه کشاورزی در استان بوشهر، هشت و ۱۲۲ حلقه چاه مجاز و پنج هزار و ۴۷۸ حلقه چاه غیرمجاز) در استان بوشهر غیرمجاز هستند. طبق آمار منتشر شده در خبرگزاری فرهیختگان در سال ۱۴۰۱، استان بوشهر با وجود جمعیت و وسعت کم اما نهمین استان با بیشترین میزان چاه غیرمجاز در کشور می‌باشد. در سال ۱۴۰۰، معاون حفاظت و بهره‌برداری شرکت آب منطقه‌ای استان بوشهر اعلام کرد که برای حفظ و حراست آب در استان می‌بایست مصرف بهینه آب در کاربری‌های مختلف، افزایش بهره‌وری فیزیکی و اقتصادی آب در بخش کشاورزی و انتقال بار اشتغال از کشاورزی به صنعت در دستور کار قرار گیرد.
خرما و گوجه فرنگی خارج از فصل دو محصول کشاورزی مهم در استان بوشهر است. این استان همچنین به صورت پراکنده باغ‌های کوچک مرکبات دارد. شهرستان دشتستان و شهرستان تنگستان از لحاظ تولید سالانه خرما و مرکبات مقام اول و دوم را در استان کسب کرده‌اند. میزان تولید خرما در سال ۱۴۰۰ حدود ۱۷۴ هزار تن و در سال ۱۳۹۱ میزان تولید مرکبات حدود ۴۵ هزار تن اعلام شد. مهم‌ترین محصولات زراعی آن را گندم و جو آبی و دیم، تنباکو، پیاز، کنجد، سبزی، صیفی و نباتات علوفه‌ای تشکیل می‌دهد. صید ماهی و میگو یکی از مهم‌ترین فعالیت‌های اقتصادی مردم این استان را تشکیل می‌دهد. استان بوشهر بیشترین مرز آبی با خلیج فارس دارد و حدود ۱۵ هزار صیاد با استفاده از بیش از دو هزار شناور فعالیت دارند و در فصول مختلف سال به صید می‌پردازند که سالانه بیش از ۶۰ هزار تن انواع آبزیان در استان صید می‌شود. استان بوشهر طبق آمار سال ۱۴۰۲ با سطح زیر کشت هفت هزار و ۲۵۹ هکتار برای میگو، بزرگ‌ترین تولیدکننده میگوی پرورشی در کشور است و محصولات شیلاتی تولید شده آن به کشورهای مختلفی صادر می‌شود. در سال ۱۴۰۰ اعلام شد که شیلات برنامه‌هایی را برای پرورش میگو دور از ساحل در استان بوشهر دارد. در این طرح در اراضی دور از ساحل، آب شور از طریق پمپاژ از دریا به اراضی که شرایط کشاورزی ندارند برای ایجاد مجتمع‌های پرورش میگو منتقل می‌شود. همچنین هر ساله نزدیک به دو هزار تن میگو از دریا توسط صیادان بوشهری صید می‌شود. در سال ۱۴۰۲ اعلام شد که حدود ۱۱ هزار تن ماهی در قفس در این استان تولید شده است. پرورش بز و گوسفند و گاو و شتر و طیور در استان رونق نسبی دارد. در سال ۱۴۰۱ اعلام شد که ۳۹۰ واحد دامداری صنعتی و ۱۰ هزار دامداری سنتی و ۲۱۸ واحد مرغداری با ظرفیت هفت میلیون قطعه در هر دوره، در استان بوشهر فعالیت دارند که پرورش دهنده ۹۶۰ هزار دام سبک شامل بز و گوسفند و ۴۳ هزار رأس دام سنگین شامل گاو و گوساله در استان هستند. واحدهای دامی استان توانایی تولید هشت هزار تن گوشت قرمز، ۴۰ هزار تن گوشت سفید و ۴۰ هزار تن شیر و یک هزار و ۵۰ تن عسل را دارند. در سال ۱۴۰۲ اعلام شد که طبق پیش‌بینی حدود دو هزار تن عسل کنار در استان بوشهر تولید شود.
طبق آمار سال ۱۳۹۸ استان بوشهر با دارا بودن ۳٬۶۷۵ نفر شتر ثبتی در ۱۱۲ گله یکی از مراکز مهم پرورش شتر می‌باشد که در آن به‌صورت سنتی نگهداری می‌شوند. این شترها همگی از نوع یک کوهانه و از نژادهای دشتی (ذبه)، ترکی، عربی و نژادهای آمیخته می‌باشند. بهترین نژاد موجود در استان نژاد دشتی است که پشم زیادی تولید می‌کند و در کشور جزو بهترین نژادها شناخته می‌شود. صنعت عبابافی با وجود پشم این شترها در استان رونق دارد و در کشورهای حاشیه خلیج فارس عباهای بافته شده از پشم این شترها از مقبولیت بالایی برخوردار است. درحال حاضر کارگاه‌های عبابافی محدودی در کردوان شهرستان دشتی مشغول به فعالیتند.

### صنایع

#### نفت، گاز و پتروشیمی

نقشه میدان‌های گازی و نفتی استان بوشهر به همراه اطلاعات توپوگرافی و ژرفاسنجی

وجود توامان میدان‌های بزرگ نفتی و گازی در استان بوشهر (خشکی و دریا) باعث شده که این استان در کشور از اهمیت ویژه‌ای برخوردار باشد. حدود ۱۹٪ کل ذخایر گازی جهان فقط در میدان گازی پارس جنوبی وجود دارد، ۸٫۶۸٪ نفت و ۷۳٫۱۸٪ گاز کشور در این استان تولید می‌شود و ۹۰٪ صادرات نفت کشور از این استان صورت می‌گیرد. همچنین ۷۰ درصد منابع گاز، ۲۵ درصد منابع نفت کشور در این استان قرار دارد. در سال ۱۴۰۰ اعلام شد که با برداشت روزانه ۷۰۰ میلیون متر مکعب گاز از میدان پارس جنوبی، بیش از ۷۵ درصد از گاز تولیدی کشور به این میدان تعلق گرفته است. درحال حاضر میدان‌های گازی شناخته شده استان بوشهر عبارتند از:میدان گازی کنگان، میدان گازی نار، میدان گازی پارس جنوبی، میدان گازی پارس شمالی، میدان گازی گلشن، میدان گازی فردوسی، میدان گازی کوه مند، میدان گازی میلاتون (دشتستان)، میدان گازی خیام، میدان گازی فرزاد A، میدان گازی فرزاد B، آرش، میدان گازی تابناک (مشترک بین سه استان بوشهر و فارس و هرمزگان) و میدان گازی دالان (مشترک بین دو استان بوشهر و فارس).
همچنین میدان‌های شناخته شده نفتی استان عبارتند از: میدان نفتی بهرگان، میدان نفتی خارگ (شامل میدان‌های فروزان، میدان نفتی نوروز، ابوذر، درود و اسفندیار)، میدان نفتی پارس جنوبی، میدان نفتی فردوس، میدان نفتی نرگسی، میدان نفتی بوشکان، میدان نفتی کوه مند (بزرگ‌ترین میدان نفت سنگین جهان)، میدان نفتی عسلویه شرقی، میدان نفتی گلخاری، میدان نفتی بینک، میدان نفتی زاغه، میدان نفتی بهرگانسر، میدان نفتی بینالود، میدان نفتی سروش، میدان نفتی سیاه مکان، میدان نفتی خشت، میدان نفتی پازنان (مشترک بین سه استان خوزستان، بوشهر و کهگیلویه و بویراحمد) و میدان نفتی رگ‌سفید (مشترک بین دو استان خوزستان و بوشهر).
از دیگر سرمایه‌گذاری‌های بزرگ در این استان می‌توان به تأسیس پتروشیمی‌های متعدد و بزرگ اشاره کرد. طبق آمار سال ۱۴۰۲، حدود ۵۰٪ تولیدات پتروشیمی ایران در استان بوشهر تولید می‌شود. از پتروشیمی‌های حاضر در استان بوشهر می‌توان به مجتمع پتروشیمی پردیس، مجتمع پتروشیمی نوری (برزویه)، مجتمع پتروشیمی پارس، مجتمع آریاساسول، مجتمع پتروشیمی مبین، مجتمع پتروشیمی زاگرس، پتروشیمی مروارید، مجتمع پتروشیمی مهر، مجتمع پتروشیمی جم، مجتمع پتروشیمی مروارید، مجتمع پتروشیمی همت، مجتمع پتروشیمی انتخاب، مجتمع پتروشیمی بوشهر، مجتمع پتروشیمی کاویان، مجتمع پتروشیمی جم اطمینان، مجتمع پتروشیمی
تخت جمشید، مجتمع پتروشیمی مرجان، مجتمع پتروشیمی دماوند، مجتمع پتروشیمی فرسا شیمی، مجتمع پتروشیمی دنا، مجتمع پتروشیمی کیمیای پارس خاورمیانه، مجتمع پتروشیمی صدف، مجتمع پتروشیمی سبلان، مجتمع پتروشیمی هنگام، مجتمع پتروشیمی آریان، مجتمع پتروشیمی آپادانا، مجتمع پتروشیمی دالاهو کیمیا، مجتمع پتروشیمی پادجم و مجتمع پتروشیمی خارگ اشاره کرد.
از پالایشگاه‌های استان بوشهر نیز می‌توان پالایشگاه گاز فجر جم و پالایشگاه‌های گاز پارس جنوبی(شرکت مجتمع گاز پارس جنوبی) را نام برد.

#### دریایی
در این استان، شرکت‌های بزرگ و کوچک سازنده سازه‌های دریایی فعالند؛ ازجمله مجموعه صنعتی ایران صدرا که در زمینه سکو سازی و کشتی سازی فعالیت می‌کند یا مؤسسه صنعتی-دریایی شهید محلاتی سپاه.

#### شهرک‌های صنعتی و مناطق ویژه اقتصادی
در استان بوشهر یازده شهرک صنعتی و یک ناحیه صنعتی مصوب و هفت ناحیه صنعتی روستایی انتقالی از سازمان جهاد کشاورزی و سه منطقه ویژه اقتصادی وجود دارد که شهرک‌های صنعتی عبارتند از: شهرک صنعتی برازجان، شهرک صنعتی اهرم، شهرک صنعتی دلوار، ناحیه صنعتی بنه گز در تنگستان، شهرک صنعتی دیلم در ناحیه صنعتی بویرات (دیلم)، شهرک صنعتی بندر ریگ در ناحیه صنعتی عربی (دشتی) و شهرک صنعتی خورموج، دیر، کنگان و گناوه، دلوار در ناحیه صنعتی لمبدان (دیر). در سال ۱۴۰۲ اعلام شد که سه شهرک خورشیدی در شهرستان‌های دشتستان، دشتی و تنگستان ایجاد خواهد شد.
مناطق ویژه اقتصادی عبارتند از: منطقه ویژه اقتصادی بوشهر (شهرستان بوشهر)، منطقه ویژه اقتصادی پارس (شهرستان عسلویه) و منطقه ویژه اقتصادی شمال استان بوشهر (شهرستان دیلم).

#### تولید انرژی
در استان بوشهر از منابع متعدد اعم از خورشیدی، انرژی هسته‌ای و سوخت‌های فسیلی انرژی تولید می‌شود و همچنین این استان یکی از بزرگ‌ترین تولیدکنندگان سوختهای فسیلی در ایران و جهان است. ظرفیت تولید برق در استان بوشهر در سال ۱۳۹۷ حدود ۴ هزار مگاوات اعلام شد. درحال حاضر نیروگاه هسته‌ای بوشهر که به عنوان اولین نیروگاه ایران و خاورمیانه شناخته می‌شود، آغاز ساخت دو واحد دیگر این نیروگاه (فاز ۲ و ۳) نیز شروع شده است. دیگر نیروگاه‌های استان بوشهر عبارتند از: نیروگاه هسته‌ای بوشهر، نیروگاه گازی بوشهر، نیروگاه متمرکز پارس جنوبی، نیروگاه گازی عسلویه، نیروگاه گازی تولید برق کنگان، نیروگاه خارک و نیروگاه سیکل ترکیبی بندر گناوه.

#### معدن
در سال ۱۴۰۱ اعلام شد که بعد از محصولات پتروشیمی، دومین کالای صادراتی غیرنفتی استان بوشهر تولیدات معدنی می‌باشد اما طبق گفته رئیس خانه معدن استان بوشهر، بنا به دلایلی همچون مرز نامعلوم معادن (و نتیجتاً جریمه بالای معدن داران)، وجود معارضان محلی، وجود سیاست‌های حمایتی ضعیف برای معادن کوچک؛ باعث شده تا نرخ رشد سرمایه‌گذاری در حوزه معدن در این استان پایین‌تر از میانگین کشوری باشد (کمتر از ۱۰٪) و میزان کوچ از این حوزه به بخش صنعت و کشاورزی بسیار زیاد شود. طبق آمار سال ۱۴۰۱، حدوداً دو میلیارد و ۵۷۱ میلیون تن مواد معدنی ذخیره در استان وجود دارد و ۲۵۴ معدن در استان بوشهر دارای مجوز با استخراج تقریبی ۲۶ میلیون و ۲۸۱ هزار تن درحال فعالیت می‌باشند. از این تعداد معادن، ۱۱ مورد دارای دو نوع ماده معدنی است. بیشترین معادن استان بوشهر به ترتیب در شهرستان‌های دشتی(۶۸ معدن)، دشتستان(۵۷ معدن)، تنگستان(۲۴ معدن)، دیر، کنگان، گناوه، دیلم، جم و عسلویه قرار دارند. سنگ لاشه، گچ، آهک، واریزه کوهی، مارن، آلویوم و مرمریت از مهم‌ترین مواد معدنی استان بوشهر می‌باشند که در این بین سنگ لاشه بیشترین تعداد معادن را به خود اختصاص داده است. همچنین معادنی همچون بوکسیت، قیر طبیعی (بیوتین) و فسفات نیز در استان کشف شده‌اند که تحت بررسی‌های اکتشافی می‌باشد. روی هم رفته استان بوشهر دارای ذخایر معدنی فلزی بسیار ضعیفی است چونکه بخش‌های پی سنگی و دور از دسترس، در پوشش رسوبی رویی عوامل کانی ساز نظیر پدیده‌های ماگماتیسم، دگرگونی و پیامدهای آن وجود ندارد لذا برخلاف ذخایر معدنی غیر فلزی غنی، ذخایر فلزی بسیار ضعیفی دارد.

### بازرگانی
درحال حاضر در استان بوشهر چهارده گمرک وجود دارد. گمرکهای استان بوشهر چندین سال است که رتبه نخست صادرات نفتی و غیرنفتی را به خود اختصاص داده‌اند.گمرکهای استان بوشهر در سال ۱۴۰۰ به ۶۰ کشور جهان صادرات داشته‌اند. در سال ۱۴۰۰، میزان ۱۰ میلیارد و ۱۳۶ میلیون دلار صادرات به کشورهای مختلف صورت گرفته که ۶۷ درصد رشد را نشان می‌دهد به‌طوری که استان بوشهر از لحاظ صادرات بعد از استان هرمزگان در جایگاه دوم قرار می‌گیرد.همچنین در همین سال میزان صادرات گمرکهای استان بوشهر ۷۵ برابر واردات بوده است. مهم‌ترین کالاهای صادراتی از بندرهای استان مواد معدنی، انواع آبزیان، سبزیجات و صیفی جات میعانات گازی و محصولات پتروشیمی و مهم‌ترین کالاهای صادراتی انواع پارچه، ماژول ال ای دی، دستگاه پخت و پز رستورانی، قطعات لوازم یدکی خودروی سواری، انواع چای، برنج، انواع لاستیک، موز، انواع بلبرینگ و رولبرینگ و قطعات لوازم یدکی موتور سیکلت بوده است. کشورهای چین، امارات متحده عربی، هند، قطر، برزیل، پاکستان، آفریقای جنوبی، نیجریه، سودان و ترکیه مهم‌ترین مقصد صادرات از گمرکهای استان بوشهر و چین، فیلیپین، امارات متحده عربی، نیوزیلند، هند، ایتالیا، سریلانکا، عمان، کره جنوبی و آلمان مهم‌ترین مبدأ وارداتی گمرکهای استان بوشهر بوده است.

#### منطقه آزاد بوشهر
طبق مصوبات هیئت دولت در سال ۱۴۰۰ بوشهر به منطقه آزاد تبدیل شد.

## ترابری

### راه هوایی

تصویر بسیار قدیمی از فرودگاه بوشهر در سال ۱۹۲۵ اثر والتر میتل‌هولتسر

نقشه حمل و نقل (هوایی، زمینی و دریایی) استان بوشهر

استان بوشهر دارای شش فرودگاه رسمی در شهرهای بوشهر، جزیره خارگ، عسلویه، بندر امام حسن و جم می‌باشد (به جز فرودگاه‌های غیررسمی مانند فرودگاه آب‌پخش که برای مقاصد کشاورزی و غیره مورد استفاده قرار می‌گیرد)؛ که از این میان، فرودگاه بندر بوشهر جزو قدیمی‌ترین فرودگاه‌های کشور می‌باشد (تأسیس در ۱۲۹۸). این فرودگاه‌ها عبارتند از: فرودگاه بین‌المللی شهدای بوشهر، فرودگاه بین‌المللی خلیج فارس (در عسلویه)، فرودگاه خارگ و فرودگاه بهرگان.
دو فرودگاه رسمی دیگر در این استان وجود دارد که مورد استفاده قرار نمی‌گیرند. این فرودگاه‌ها عبارتند از: فرودگاه عسلویه (با فرودگاه بین‌المللی خلیج فارس که در عسلویه ساخته شده، اشتباه گرفته نشود. در واقع در عسلویه دو فرودگاه ساخته شده است) و فرودگاه جم. در سال ۱۳۸۶ هیئت وزیران دستور بررسی جا به جایی فرودگاه بین‌المللی بوشهر به خارج از شهر پس از هماهنگی‌های لازم با دستگاه‌های ذی‌ربط با تأمین اعتبارات از طریق وزارت نفت و کمک‌های فنی و مهندسی وزارت راه و ترابری را صادر کردند. در سال ۱۳۹۴ توسط استاندار وقت اعلام شد که عملیات اجرایی ساخت این فرودگاه شروع شده است. قرار است این فرودگاه در ۲۵ کیلومتری بندر بوشهر با ۴۲۵۰ هکتار وسعت ایجاد گردد. احداث این فرودگاه در نزدیکی شهر چغادک نیاز ۱۰۰ سال آینده استان بوشهر را برطرف می‌نماید. فرودگاه جدید بوشهر به گونه‌ای جانمایی شده است که در مرکز شش شهر گناوه، برازجان، دلوار، خورموج، اهرم و بوشهر قرار گرفته است. در ۱۳۹۷ تحقیقی در مورد جانمایی فرودگاه جدید بوشهر انجام شد که ایراداتی را بر این جانمایی وارد کرده است. در این بررسی با ذکر دلایلی بر ضرورت جابه جایی فرودگاه تأکید شده و نقاط ضعف و قوت جانمایی جدید بیان شده است. ازجمله ایرادت وارد بر جانمایی جدید می‌توان به عدم توپوگرافی مناسب جهت کنترل روان آب و سیلاب و عدم زهکشی خاک آن اشاره کرد.

### شبکه راه‌های زمینی
طبق آمار سال ۱۴۰۱ در استان بوشهر چهار هزار و ۴۰۰ کیلومتر راه وجود دارد که ۲ هزار و ۳۰۰ کیلومتر آن راه روستایی و ۲هزار و ۱۰۰ کیلومتر آن بزرگراه اصلی و فرعی است. در این بین، ۶۸۵ کیلومتر از راه‌های استان بوشهر به‌صورت بزرگراه است. عمده‌ترین شبکه راه‌های زمینی استان عبارتند از:
- بوشهر ـ چغادک ـ برازجان ـ کازرون - شیراز - تهران
- بوشهر ـ چغادک ـ خورموج ـ کنگان ـ بندر لنگه ـ بندرعباس
- بوشهر ـ گناوه ـ بندر دیلم ـ اهواز

همچنین از جاده‌های مرتبط با این استان می‌توان به موارد مقابل اشاره کرد: جاده ۴۵ (ایران)، جاده ۵۵ (ایران)، جاده ۶۵ (ایران)، جاده ۹۴ (ایران) و جاده ۹۶ (ایران)

### شبکه راه‌آهن

اسکله تی (T) در جزیره خارگ سال ۱۹۷۴، عکاس اموری کریستف، نشنال جئوگرافیک

محور راه‌آهن شیراز-بوشهر-عسلویه هم‌اکنون در دست ساخت است. قطعه اول برنامه به طول ۳۷ کیلومتر و قطعه دوم نیز به طول ۶۱ کیلومتر با اعتباری بالغ بر ۵۱ میلیارد تومان آغاز شده است. این محور از ایستگاه مرودشت در شمال شیراز آغاز و پس از عبور از رحمت‌آباد، ایزدخواست، فتح‌آباد، کوار، فیروزآباد، فراشبند، کلمه، اهرم و چغادک به بوشهر منتهی می‌شود. ادامه این محور نیز از اهرم شروع و پس از خورموج و بندر کنگان به بندر عسلویه منتهی خواهد شد. تأمین اعتبار این برنامه توسط وزارت راه و نفت صورت گرفته است. طول کل برنامه راه‌آهن شیراز - بوشهر - عسلویه ۶۴۷ کیلومتر می‌باشد.

### بندرها
بندرهای ۱۱گانه بازرگانی استان عبارتند از: دیلم، گناوه، ریگ، عسلویه، محمد عامری، بوالخیر، عامری، دیر، کنگان، نخل تقی، مروارید خارگ. مهم‌ترین بندرهای استان عبارتند از: بندر جامع منطقه ویژه اقتصادی انرژی پارس (شامل مجتمع بندری پارس و بندر پتروشیمی)، بوشهر، خارگ، کنگان، دیر، گناوه، ریگ، نخل تقی و دیلم. در کنار این بندرهای تجاری و بازرگانی، در سال ۱۴۰۰ اعلام شد که ساخت اسکله صادراتی مواد معدنی در نقاط مختلف ازجمله در منطقه خورشهاب در مرحله مطالعاتی قرار دارد. در سال ۱۴۰۱ اعلام شده که ۵۰ میلیون تن کالا در بندرها ۱۱ گانه استان تخلیه و بارگیری شده است. در سال ۱۳۹۴ طبق آمار منتشر شده توسط گمرک جمهوری اسلامی بر اساس ارزش دلاری، ۹۷٪ از کالاها از بندر عسلویه صادر شده است و عسلویه رتبه اول صادرات جنوب کشور را به خود اختصاص داده است.
بندرهای صیادی استان نیز به سه دسته از لحاظ توسعه و عملکرد و بهره‌وری تقسیم شده‌اند که بندرها سطح یک عبارتند از صلح آباد، بوشهر، عامری، دیر، نخل تقی و جلالی؛ و سطح دو عبارتند از دیلم، گناوه، بندرگاه، رستمی، کنگان، پرک، جفره، محمد عامری، لاور و عسلویه و سطح سه عبارتند از ریگ، هلیله، شیف، خارگ، جزیره شمالی، بردخون، طاهری، هاله و بساطین، شیرینو، فراکه، جبری، جبرانی، دمیگز، کالو مل گنزه، اختر و تنبک، زیراهک و بریکان. همچنین شهر بوشهر یک پایانه بین‌المللی مسافربری دریایی و گناوه نیز یک اسکله شناور تفریحی گردشگری دارد. در ۱۴۰۱ اعلام شد که خط کشتیرانی بار و مسافر بین بندر دیر و قطر راه‌اندازی می‌شود. طبق گفته مسئولان در اردیبهشت ۱۴۰۰، اسکله‌های مسافری گردشگری دیگری نیز در کنگان و دیلم درحال ساخت هستند.

## نظامی
شاخه‌های نظامی متفاوت به همراه پایگاه‌های متعددی از این شاخه‌ها در استان بوشهر حضور دارند که عبارتند از: پایگاه ششم شکاری، منطقهٔ دوم دریایی نوح نبی سپاه پاسداران، منطقهٔ چهارم دریایی ثارالله سپاه پاسداران، منطقهٔ دوم دریایی ولایت ارتش(گردان تکاوران دریایی بوشهر)، نیروی هوافضای سپاه، منطقه پدافند هوایی جنوب (پدافند هوایی شهید بوشهریان)، و نیروی زمینی سپاه (تیپ ۳۹ امام صادق و قرارگاه مدینه). مجموعه‌های سپاه در استان، زیر نظر سپاه امام صادق بوشهر مدیریت می‌شوند.

## گردشگری
طبق آمار سال ۱۳۹۶، در استان بوشهر ۱۲۰۰ اثر تاریخی ملموس شناسایی شده که تاکنون ۳۰۲ اثر آن در فهرست آثار ملی به ثبت رسیده است. براساس آمار سال ۱۳۹۵، روی هم رفته در کشور ۳۱٬۵۲۵ اثر تاریخی به‌صورت ملی ثبت شده و همچنین ۱۷۰۰ اثر معنوی و طبیعی در فهرست آثار ملی کشورمان به ثبت رسیده که سهم استان بوشهر ۳۰۰ اثر تاریخی است.
استان بوشهر هرساله با حجم انبوهی از گردشگران رو به رو است. در سال ۱۴۰۱ استان بوشهر در زمره ۱۰ استان با بیشترین اقامت مسافران در نوروز قرار گرفت. در استان بوشهر مشکلات متعددی در مقابل صنعت گردشگری وجود دارد که طبق یک تحقیق، یکی از مهم‌ترین این مشکلات، فصلی بودن گردشگری این استان است به طوری که برخلاف فصلهای زمستان و بهار، در فصل‌های تابستان و پاییز صنعت گردشگری افت شدیدی به خود می‌بینید و این موضوع باعث رکود و تعطیلی شغلهای مرتبط با این صنعت در استان می‌باشد. در تحقیق دیگری که جهت ارزیابی مؤلفه‌های تأثیرگذار بر رضایتمندی از شهرهای ساحلی استان بوشهر انجام شد، معلوم شد که دو مولفه کیفیت محیطی (مانند دسترسی به ساحل و مناظر طبیعی و تمیزی آنها) و کیفیت رفتار جامعه میزبان بالاترین تأثیر بر رضایتمندی گردشگران در این استان را داشته است. در این بررسی معلوم شد که گردشگران کمترین رضایت از امکانات زیرساختی (مانند امکانات اقامت، حمل و نقل، پلاژها، امکانات تفریحی و سرگرمی، ورزشهای ساحلی و دریایی و غیره) دارند و زیرساخت‌های ضعیف گردشگری یک از ایرادات اساسی این صنعت در استان بوشهر است. در تحقیق دیگری که به شناسایی مشکلات توسعه صنعت گردشگری استان ساحلی بوشهر و ارائه راهکار برای آن پرداخته شد، معلوم شد که علیرغم تصور عموم که فکر می‌کنند عوامل جغرافیایی و آب و هوا از عوامل برجسته و مهم بر این صنعت در استان بوشهر است، اما این مولفه کمترین تأثیر را در گردشگری استان بوشهر دارد. از مهم‌ترین جاذبه‌های تاریخی استان بوشهر (با توجه به قدمتشان) می‌توان به سه کاخ هخامنشی چرخاب، بردک سیاه و سنگ سیاه؛ شهر باستانی تموکن، گورستان صخره‌ای سیراف، گور دختر، گورستان شغاب و مسجد و گورستان پالمریان اشاره کرد. از جاذبه‌های تفریحی به‌صورت کلی می‌توان به سواحل خلیج فارس، نخلستان‌ها (مانند نخلستان‌های آب‌پخش)، بازارهای تجاری عرضه اجناس در شهرهای ساحلی و طبیعت بکر در شهرستان‌های استان اشاره کرد. از مهم‌ترین موزه‌های استان بوشهر می‌توان به موزه دریا و دریانوردی خلیج فارس، موزه رئیسعلی دلواری، موزه مردم‌شناسی بوشهر، موزه تاریخ پزشکی خلیج فارس، موزه منطقه‌ای خلیج فارس (بزرگ‌ترین موزه جنوب ایران)، موزه تجارت دریایی خلیج فارس، باستان‌شناسی، تاریخ طبیعی، موزه چاپ و نشر، موزه وایت هوس (سیراف) و موزه مردم‌شناسی و محلی عسلویه اشاره کرد.

## آموزش
در استان بوشهر حدود ده هزار کلاس درس وجود دارد که ۴۴۸۸ عدد از این کلاسها (۴۶٪) بر طبق آمار سال ۱۳۹۸ هوشمند سازی شده‌اند. ۹۷درصد از مردم استان، باسوادند و از این حیث، استان بوشهر به همراه استانهای اصفهان، البرز، خراسان رضوی، سمنان و قم در جایگاه سوم کشور و بالاتر از میانگین کشوری قرار دارد. از مهم‌ترین مراکز آموزشی و تحقیقاتی استان بوشهر می‌توان به دانشگاه خلیج فارس، دانشگاه علوم پزشکی بوشهر، پژوهشکده میگوی کشور و دانشگاه آزاد اسلامی واحد بوشهر اشاره کرد. همچنین دانشگاه خلیج فارس دارای دو دانشکده به نام‌های دانشکده مهندسی جم در شهر جم و دانشکده مهندسی کشاورزی و منابع طبیعی در برازجان می‌باشد.
در سال ۱۴۰۰ دانشگاه خلیج فارس بر اساس پایگاه استنادی علوم جهان اسلام (ISC)، رتبه ۴۹ را از میان دانشگاه‌های کشور به دست آورد. همچنین این دانشگاه در بین ۳۹۸ دانشگاه کشورهای اسلامی در رتبه‌های بالای ۲۰۰ قرار گرفت.